# 栄誉礼
栄誉礼（えいよれい）とは、軍隊が、元首や高官を迎えるときに行われる儀礼。

## 概要
栄誉礼の主目的は敬意を表する点にある。儀仗（ぎじょう）とは、敬意を表する点のほかに警衛する点に意義がある。また、堵列（とれつ）とは敬意を表する点のほかに送迎する点に意義がある。
受礼者が栄誉礼を行うべき場所に到着したとき及びこれを離去するとき、儀仗隊が受礼者に対して捧げ銃（ささげつつ）の敬礼を行い、敵意のないことを示し、同時に軍楽隊が国歌等を奏することによって行われる。栄誉礼の後に儀仗隊の巡閲を行うことが通常である。
受礼者は巡閲の際に各隊員の眼光や容儀を観察することにより儀仗隊から部隊全体の練度や士気を推し量る。そのため各隊員は巡閲の際は特に姿勢の保持と眼光に気をつける必要がある。

## 日本

### 旧軍
旧日本軍の儀仗隊は天皇・皇族・大臣その他、あるいは外国の王族、使臣その他につけられた。編成は通例、騎兵または歩兵で、儀仗隊と儀仗衛兵とに分かれる。
儀仗隊は、天皇が艦隊および軍隊の所在地に着御、または発御する場合、ならびに特命検閲使が艦隊および軍隊の所在地に着発する場合、鎮守府司令長官、要港部司令官が初めて着任し、あるいは解職出発する場合その他に、行在所、官庁、旅館、停車場、波止場間の途上に整列する。儀仗衛兵は、天皇が艦隊および軍隊の行在所に滞御する間、または特に命令のある場合、行在所および旅館の護衛にあたる。儀仗隊は、天皇には大佐の指揮する1大隊、特命検閲使および鎮守府司令長官には1中隊、要港部司令官には2小隊から成る1中隊を編成し、軍楽隊を付することを例とする。外国の艦隊司令長官あるいは独立艦隊司令官が軍艦で軍港および要港に入港し、公式訪問をする場合、1中隊以内の儀仗隊を供することができる。ほかに祝賀、祭典および葬喪の際は規定あるいは特命によってそれぞれ儀仗隊を出す。
葬喪の儀仗隊は柩の前後に列して行進し、または途中、行列を廃して葬儀式場に堵列し、葬祭の終ったときこれに敬礼し、弔銃を発したのち退去する。その員数は死亡者の官等によって差異がある。高等武官の葬儀には儀仗隊は軍楽隊1隊を付することが例である。葬喪の儀仗隊は行進間、歩調をとることなく柩の速度に応じて行進し、執銃者は負革で銃を倒に右肩に託し、銃身を後方にし右手で銃床を握る規定である。

### 自衛隊

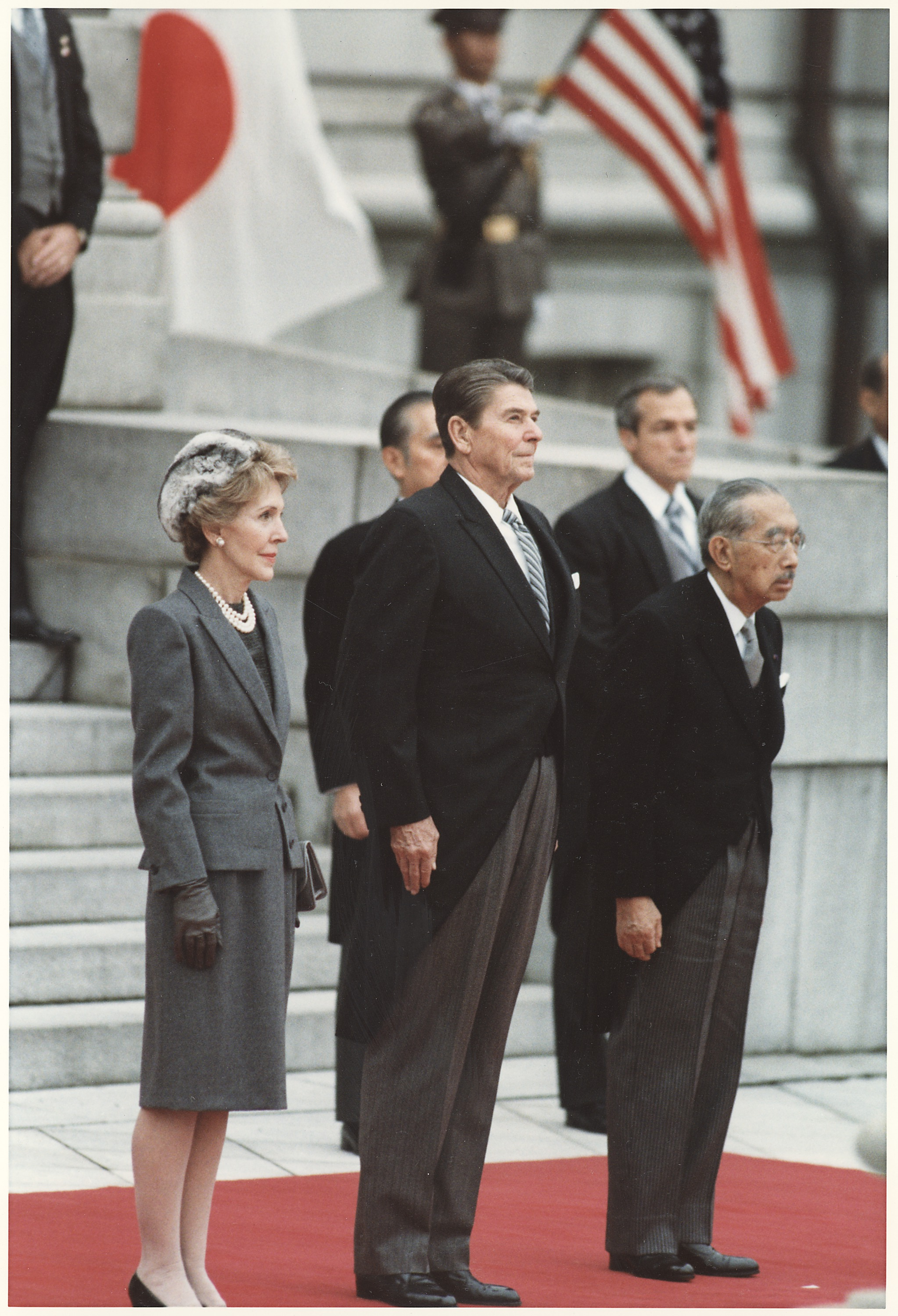
自衛隊の栄誉礼を受けるロナルド・レーガン、ナンシー・レーガン米国大統領夫妻と昭和天皇（1983年）

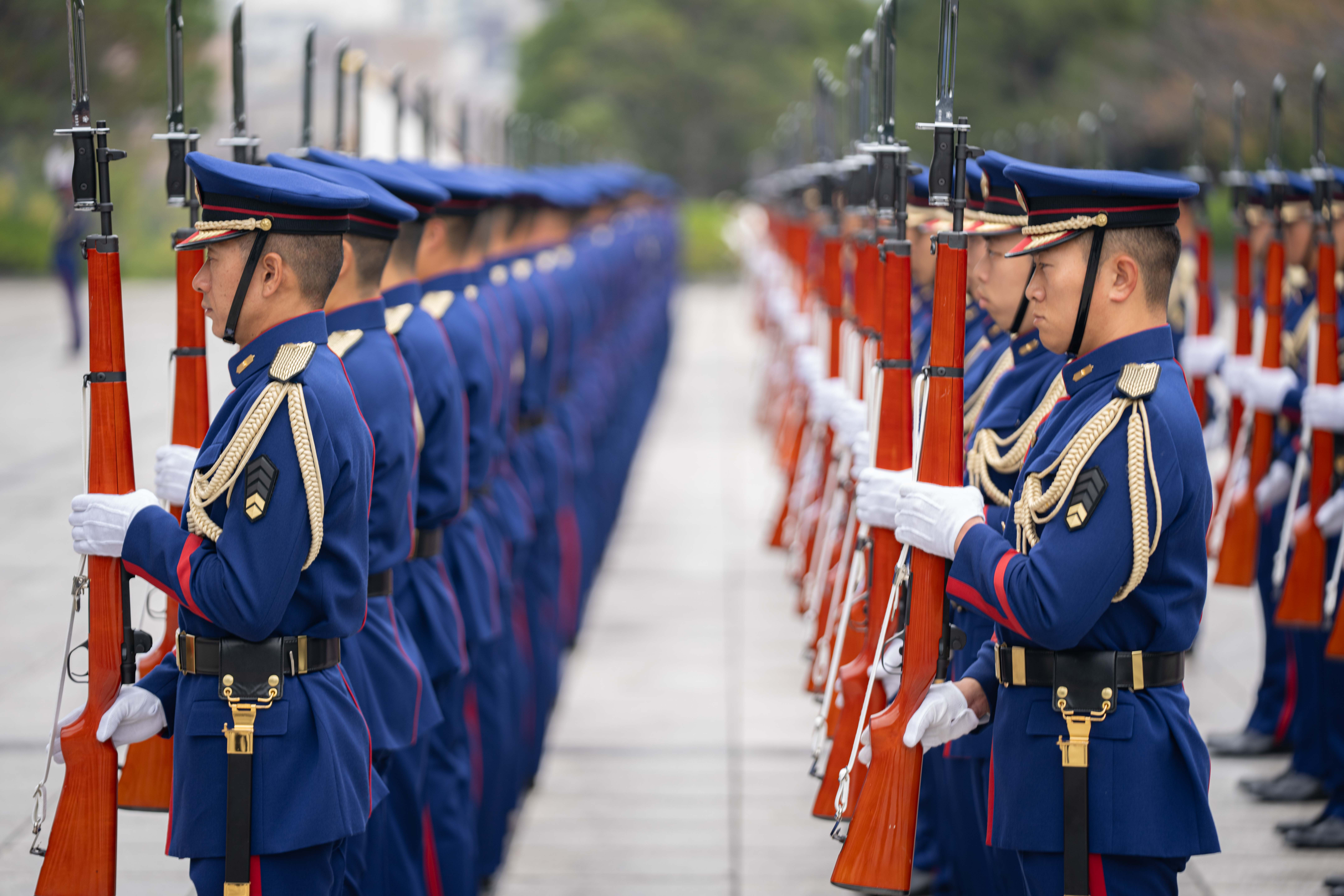
アメリカ空軍の統合参謀本部議長に対する儀仗隊。上下が青い新冬服を着用。

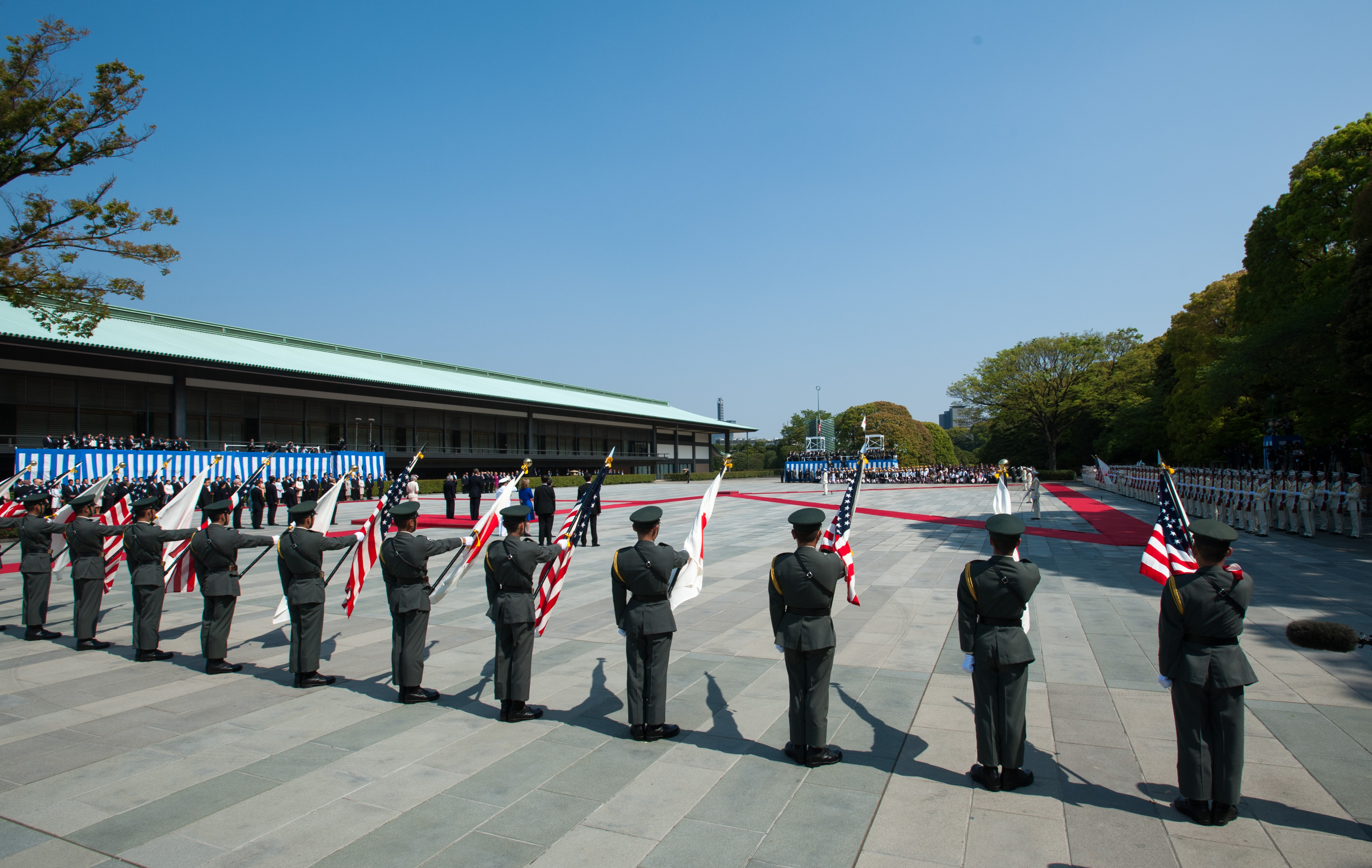
バラク・オバマ大統領に対する儀杖（皇居宮殿東庭）

現在の日本でも国賓等を迎えた場合、皇居宮殿東庭、迎賓館赤坂離宮前庭、東京国際空港等で特別儀仗が行われる。特別儀仗においては、陸上自衛隊第302保安警務中隊から特別儀仗隊が編成される。
また、将補以上の階級にある者で当人が拒否しない限り式典等において栄誉礼が挙行される。
厳密には本来栄誉礼の受礼対象ではないが、駐屯地若しくは基地祭における一日駐屯地（基地）司令に対しても栄誉礼が行われる場合もある、無論この場合はイベント的な扱いで行われ、執行者である駐屯地（基地）司令が1佐職で当該のイベント一日司令がたとえ「2佐」を当日の指定階級としても栄誉礼が行われる。冠譜は2回若しくは1回。イベント的な扱いとしては同様に定年退官する部隊長（1佐職）に対しても冠譜を1回（駐屯地音楽隊やらっぱ隊が吹奏する）とした栄誉礼を行い見送る行事が行われている駐屯地もある。
栄誉礼で演奏される「栄誉礼冠譜及び祖国」は黛敏郎作曲、「巡閲の譜」は須摩洋朔1等陸佐作曲のものが用いられている。
海上自衛隊の不祥事の責任をとって辞任するため栄誉礼を辞退した吉川榮治の離任式では、栄誉礼に代わり帽振れが行われた。

#### 栄誉礼・儀仗・堵列
自衛隊法施行規則（昭和29年総理府令第40号）第13条から第14条の2までの規定によると、栄誉礼、儀仗及び堵列の目的は次の通りとされている。
■栄誉礼栄誉礼受礼資格者が自衛隊を公式に訪問し若しくは視察する場合又は防衛大臣の定める場合に、栄誉礼受礼資格者に敬意を表するため行う。
■儀仗栄誉礼受礼資格者が自衛隊を公式に訪問し若しくは視察する場合の発着又は防衛大臣の定める場合に際し、栄誉礼受礼資格者等の途上を警衛し、及びこれに敬意を表するため行う。
■堵列（とれつ）栄誉礼受礼資格者であって長官が定めるものが自衛隊を公式に訪問し若しくは視察する場合又は防衛大臣が定める場合に際し、当該受礼資格者を途上において送迎し、及びこれに敬意を表するため行う。

#### 栄誉礼細目
栄誉礼は例えば、次のような手順で行われる。「栄誉礼等及び礼砲の実施要綱について（通達）」（昭和45年8月7日付け防衛庁長官通達防人1第1726号（平成19年8月31日付け防衛大臣通達防人計第4888号による改正後のもの））及び「栄誉礼の細部実施要領について（通達）」（昭和59年1月25日付け海上幕僚長通達海幕総第294号（平成8年7月24日海幕総務第3467号による第4次改正後のもの））における、外国の受礼者の場合をもとに示す。なお、陸上自衛隊に関しては儀仗隊の編成等に関して若干の差異が見受けられる。具体的には、編成は受礼者に応じ1個中隊～1個小隊を中心に編成、指揮官は3佐～3尉までと受礼者に応じ変化がある。
また、式典等にて高官に対する栄誉礼では、会場・観閲部隊の制約等の事情がある場合等に限り執銃しない場合は「頭中（かしらなか）」等の敬礼動作で栄誉礼とする場合もある（特に会場が公的な会場を借り受けて行う場合や補給処等の事務官等が参加する場合等）。

##### 儀仗隊
- 儀仗隊の編成
  - 分隊 - 1個分隊の編成は、分隊海曹1名及び分隊員8名とする。ただし、部隊の配員又は実施場所の状況により、これにより難い場合は、隊の威容を損なわない範囲において縮小することができる。
  - 小隊 - 1個小隊の編成は、4個分隊とする。
  - 指揮官 - 原則として、2等海尉又は3等海尉とする。
- 儀仗隊の装備 - 指揮官は拳銃を、その他の隊員は小銃及び銃剣を携行する。ただし、指揮官が儀礼刀を着用する場合、拳銃は携行しない。
- 服装
  - 儀仗隊 - 自衛隊の礼式に関する訓令（昭和39年防衛庁訓令第14号）第83条第2項に定める甲武装の着用品は次のとおりとする。
    - 常装冬服（第1種夏服）の着用品（冬略帽を除く。）
    - 白色の弾帯。（指揮官は白色の拳銃帯に拳銃嚢を装着する。）、又は儀礼刀及び刀帯（指揮官のみ。）
    - きゃはん（部隊の長が着用を命じた場合に限る。）
    - 白色の手袋

  - 音楽隊 - 原則として、通常演奏服装とする。
  - らつぱ隊 - 通常礼装とする。

##### 実施要領
1. 整列
  1. 儀杖隊は、受礼者を右翼方向から迎える態勢になるように整列し、音楽隊又はらつぱ隊は儀杖隊の右翼に、送迎者は儀じよう隊の左翼に整列するのを例とする。
  2. 受礼者が臨場する前適宜の時機に、らつぱにより「気を付け」を令する。
2. 栄誉礼
  1. 指揮官は、受礼者が受礼位置につくと同時に「捧げ銃」を令し、正面に対し、挙手の敬礼（儀礼刀を着用している場合は捧げ刀の敬礼）を行う。
  2. 儀じよう隊員は、正面に対し、捧げ銃の敬礼を行う。
  3. 音楽隊は、指揮官の予令と同時に奏楽準備を行い、指揮官の敬礼と同時に受礼者の本国の国歌の奏楽を開始し、同国歌の奏楽終了後、引き続き「国歌」を奏する。
  4. 立会者及び侍立者は、正面に対し、挙手の敬礼を行う。
  5. 送迎者その他近傍に在って栄誉礼を視認できる位置に在る自衛官は、正面に対し、挙手の敬礼を行う。
  6. 指揮官は、「国歌」の奏楽が終了した直後に「立て銃」を令し、総員元の姿勢に復する。
  7. 指揮官は、再度「捧げ銃」を令し、受礼者に対し挙手の敬礼（儀礼刀を着用している場合は捧げ刀の敬礼）を行う。
  8. 儀じよう隊員は、受礼者に対し、捧げ銃の敬礼を行う。
  9. 音楽隊又はラッパ隊は、指揮官の予令と同時に奏楽（吹奏）準備を行い、指揮官の敬礼と同時に「栄誉礼冠譜」及び「祖国」の奏楽（吹奏）を開始する。
  10. 立会者及び侍立者は、正面に対し、挙手の敬礼を行う。
  11. 送迎者その他近傍に在って栄誉礼を視認できる位置にある自衛官のうち、幹部自衛官及び准海尉は、受礼者に正対し挙手の敬礼、海曹及び海士は、そのまま姿勢を正す敬礼を行う。
  12. 指揮官は、奏楽（吹奏）が終了し、受礼者が元の姿勢に復した直後に「立て銃」を令し、総員元の姿勢に復する。
3. 巡閲
  1. 指揮官は、受礼者の前方約3歩の位置まで前進し、挙手の敬礼（儀礼刀を着用している場合は捧げ刀の敬礼）を行い、先導する旨の申告した後、受礼者の右斜め前方約1歩の位置を保ち、儀杖隊の各列の前面を先導する。
  2. 立会者は、受礼者の後方に位置し、巡閲に随（同）行する。
  3. 音楽隊又はラッパ隊は、指揮官の敬礼と同時に奏楽（吹奏）準備を行い、受礼者が受礼位置を離れると同時に「巡閲の譜」の奏楽（吹奏）を開始し、以後、受礼者が元の位置に復するまで継続する。
  4. 指揮官は、巡閲が終わり、受礼者が元の位置に向かう途上において受礼者から離れ、元の位置で待機する。この際、要すれば、受礼者がそのまま元の位置に向かうように促し、以後の誘導は立会者が行う。
  5. 指揮官は、受礼者が元の位置に復すると同時に挙手の敬礼（儀礼刀を着用している場合は捧げ刀の敬礼）を行い、先導終了を申告する。
4. 送迎
  1. 立会者は、受礼者を送迎者の隊列に誘導し、随（同）行する。
  2. 送迎者のうち、幹部自衛官及び准海尉は各個に挙手の敬礼、海曹及び海士は指揮官の号令により頭右（左）の敬礼を行い、目迎（送）する。
  3. 受礼者が遠ざかった適宜の時機に、ラッパにより「別れ」を令する。

#### 式典における栄誉礼執行例
1. 執行者（○○長）臨場、部隊気をつけ
  1. 部隊指揮官は「気をつけ」の号令をかける、師団・連隊等規模の場合は部隊指揮官の「気をつけ」を予令として各中隊等の指揮官が「気をつけ」の「本令」をかける場合もある。執行者は随伴者の誘導で指定位置まで進み部隊に正対する。
2. 只今から、○○行事を挙行致します、執行者（○○長）登壇、執行者に対し栄誉礼
  1. 部隊指揮官は「捧げ銃（ささげつつ）」の号令をかける、師団・連隊等規模の場合は部隊指揮官の「捧げ銃（ささげつつ）」を予令として各部隊の指揮官が「捧げ銃（ささげつつ）」の「本令」をかける場合もある
3. 「栄誉礼冠譜（栄誉礼受礼者の階級等に応じて回数は4回から1回）～祖国」を吹奏、受礼者は全体を見渡すよう敬礼を行う
  1. 大抵の場合、受礼者は冠譜の時は正面に、祖国吹奏の際に各部隊を見回すよう敬礼動作を行っている事が多い。
  2. 栄誉礼冠譜が鳴り終わり執行者が敬礼動作から直るのを見計らい、部隊指揮官は「立て銃（たてつつ）」と号令をかける。師団・連隊等規模の場合は部隊指揮官の「立て銃（たてつつ）」を予令として各部隊の指揮官が「立て銃（たてつつ）」の「本令」をかける場合もある
4. 巡閲
  1. 部隊指揮官は執行者の目の前に進み、部隊指揮官の氏階級と人員等の報告後に「ご案内します（どうぞ）」と右手を伸ばし誘導する（車両の場合は車両の位置に誘導し執行者は助手席に立ち、部隊指揮官は後部座席に座る。この時部隊指揮官は車両右側に着座して部隊の目の前を通過する際に部隊側に顔が向くようにしている例が多い）。音楽隊等は巡閲の譜を演奏し、同時に整列している各部隊の指揮官は「整列休め」をかける。栄誉礼受礼者は指揮官の誘導で部隊の前方を右から左に向けて通過し、式典等においては部隊は通過時に気をつけの姿勢の後「頭右」の敬礼を行う（通過する動きに合わせて頭を右から左に動かし最大45度の位置で止める）。部隊は受礼者が通過した後に指揮官の「直れ」に合わせ頭を正面に戻し、「整列休め」の号令で整列休めの姿勢を取る。執行者が観閲台等の位置に戻ったのを見計らい音楽隊は演奏を終了する。部隊指揮官の「巡閲終わります」の報告で巡閲は終了する。
5. 執行者訓示（式辞）
  1. 執行者の「部隊休ませ」に合わせ、部隊指揮官は「整列休め」を号令する、師団・連隊等は部隊指揮官の予令後に各部隊等指揮官が号令をかける例もある。
6. 観閲行進（屋外等で観閲行進を行う場合のみ、屋内で観閲行進が行われない場合は栄誉礼を行う）
  1. 部隊指揮官の「観閲行進の態勢を取れ」の号令により各部隊がそれぞれ指定された位置に準備の為に移動する

#### 観閲行進
1. 部隊指揮官が先頭となり観閲行進を指揮する、車両乗車時は部隊指揮官は幕僚が搭乗する数両の車両を随伴させ自らは先頭の車両の助手席に立ち観閲行進の先頭を切る。観閲台数十メーター前に来ると部隊指揮官は「頭（かしら）」の号令を発して右手を伸ばし「右」の号令をかけると同時に観閲台に向かって敬礼しそのまま観閲台前を通過する。
2. その後全ての部隊が観閲行進終了したのを見計らい、観閲台前に進み「観閲行進終わります」と報告し終了する。

#### 受礼資格者
自衛隊法施行規則第13条第2項により、自衛隊の儀仗を受ける資格を有する者は次の通りである。
1. 天皇
2. 皇族
3. 衆議院議長及び参議院議長
4. 内閣総理大臣
5. 最高裁判所長官
6. 国務大臣
7. 防衛大臣
8. 防衛副大臣
9. 防衛大臣政務官
10. 防衛大臣補佐官
11. 防衛大臣政策参与
12. 防衛事務次官
13. 防衛審議官
14. 統合幕僚長（旧統合幕僚会議議長）
15. 陸上幕僚長、海上幕僚長及び航空幕僚長
16. 国賓又はこれに準ずる賓客として待遇される者及び防衛大臣が公式に招待した外国の賓客
17. 前各号に掲げる者のほか、防衛大臣の定める者

| 受礼者   | 君が代 | 「栄誉礼“冠譜”」 | 「祖国」 | 儀仗隊（海自・空自） |
| -------- | ------ | ---------------- | -------- | -------------------- |
| 天皇     | 1回    |                  |          | 1個中隊（1個小隊）   |
| 首相等   |        | 4回              | 1回      | 1個中隊（1個小隊）   |
| 陸将等   |        | 3回              | 1回      | 1個小隊（2個分隊）   |
| 陸将補等 |        | 2回              | 1回      | 2個分隊（1個分隊）   |

#### 使用小銃

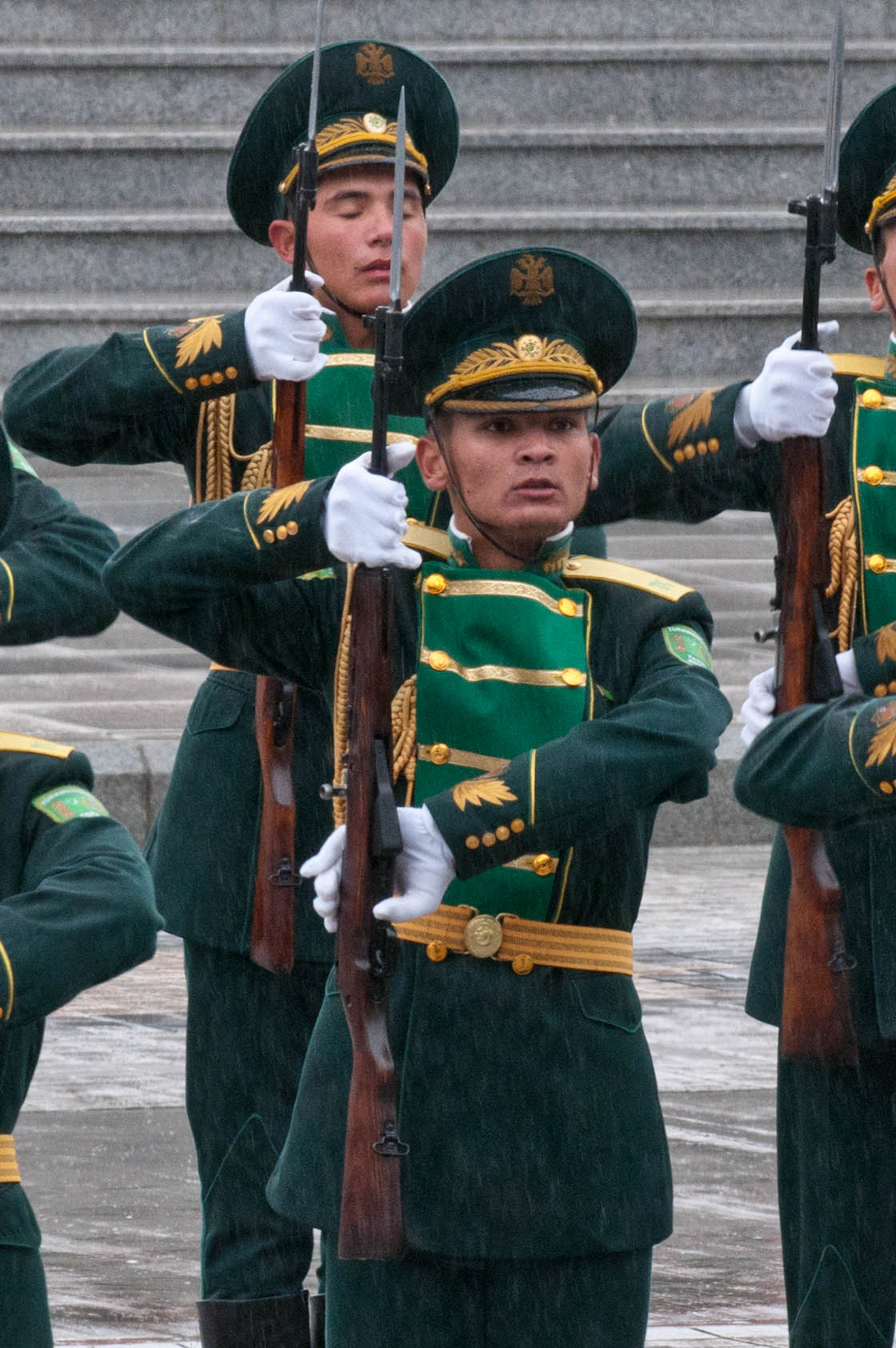
着剣したSKSを持つトルクメニスタン軍儀仗兵（2011年）

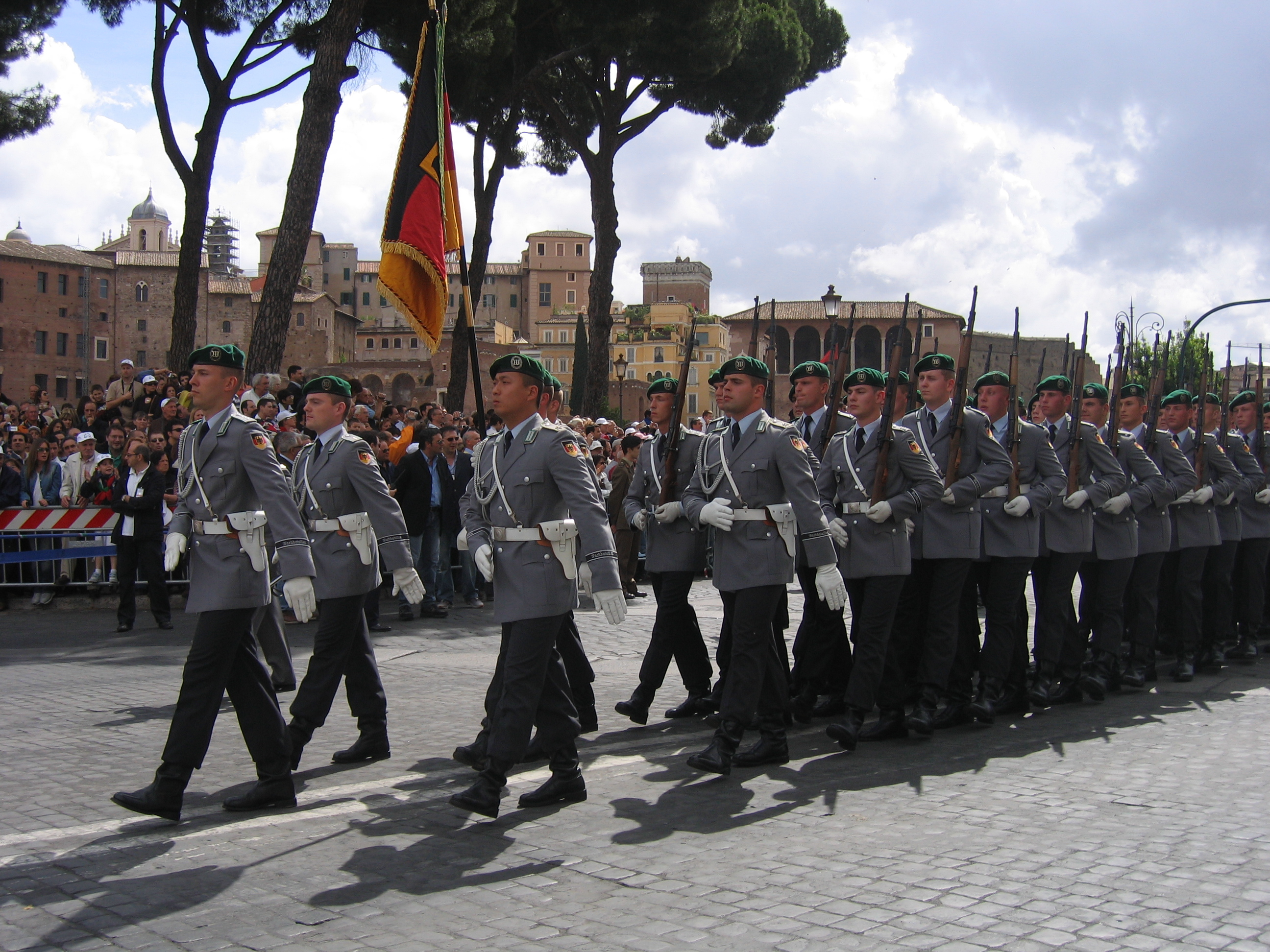
Kar98kを手に行進するドイツ連邦軍衛兵大隊（2007年）

多くの国では銃本来の性能よりも外観や取り回しを優先するため、木製ストックが使われる第二次世界大戦頃の小銃やその外観を模した物を使用している。自衛隊の特別儀仗隊では警察予備隊時代から受け継いだM1ガーランド を使用していたが、2018年から豊和工業製の「儀じょう銃」で更新された。軍隊が使用する最新かつ主力の小銃を携行する国（イギリス、韓国、中国等）もあるが近代的なアサルトライフルでは、弾倉や照準器が突出しているため執銃動作銃の邪魔になり、特に全長が短いブルパップ方式の小銃を使う場合は立て銃等が出来ないため、新たな執銃姿勢を採用する場合もある。

#### 栄誉礼の形式をめぐる議論
自衛隊の栄誉礼においては、天皇臨席の外国国賓等の儀仗隊巡閲の際に天皇が同行しない。この点を田畑金光参議院議員が参議院内閣委員会において指摘し、「こういうようなことは、非常にわれわれとしては何かしらん不自然な感じを受ける」と述べたことがある。これに対して、政府委員からは「外国によりますと、外国のいわゆる元首がやはり案内しないで、日本の例のように、手前に立っておられるような例もあるわけですから、その方がよかろうというので、今のような形が採用されて現在に及んだわけであります。」と説明された。なお、天皇臨席がないときは、内閣総理大臣が国賓等の巡閲に同行する。

### 警察
警察においても栄誉礼が行われている。儀仗隊の指揮官は儀礼刀を、隊員は拳銃を着用する。警察内の各組織は一部を除き小銃等の火器類は装備していないため、栄誉礼実施時の敬礼は捧げ銃ではなく挙手の敬礼となる。
警視庁儀仗隊
警視庁儀じょう隊は第一機動隊～第九機動隊と特科車両隊の10隊から隊員を各7～8名ずつ（計78名：内10名は鼓隊要員）、第二機動隊～第九機動隊、特科車両隊から巡査部長の分隊長1名（計9名）、第一機動隊、第三機動隊、第七機動隊から警部補の小隊長を1名ずつ（計3名）、第一機動隊から警部の中隊長1名を選抜して1個中隊（合計91名：鼓隊10名を含む）で編成される。隊員は身長170cm～177cmと規定されている。
千葉県警察儀仗隊
千葉県警察儀じょう隊は第一機動隊～第三機動隊と成田国際空港警備隊から警部補1名、巡査部長（分隊長）1名、巡査（隊員）4名の計6名ずつ合計24名（4個分隊）を選抜して編成される。先任の警部補が隊長となり他の警部補は副官となる。
皇宮警察儀仗隊
皇宮警察の儀仗隊は特別警備隊に置かれている。皇居参内する国賓の護衛。

### 消防

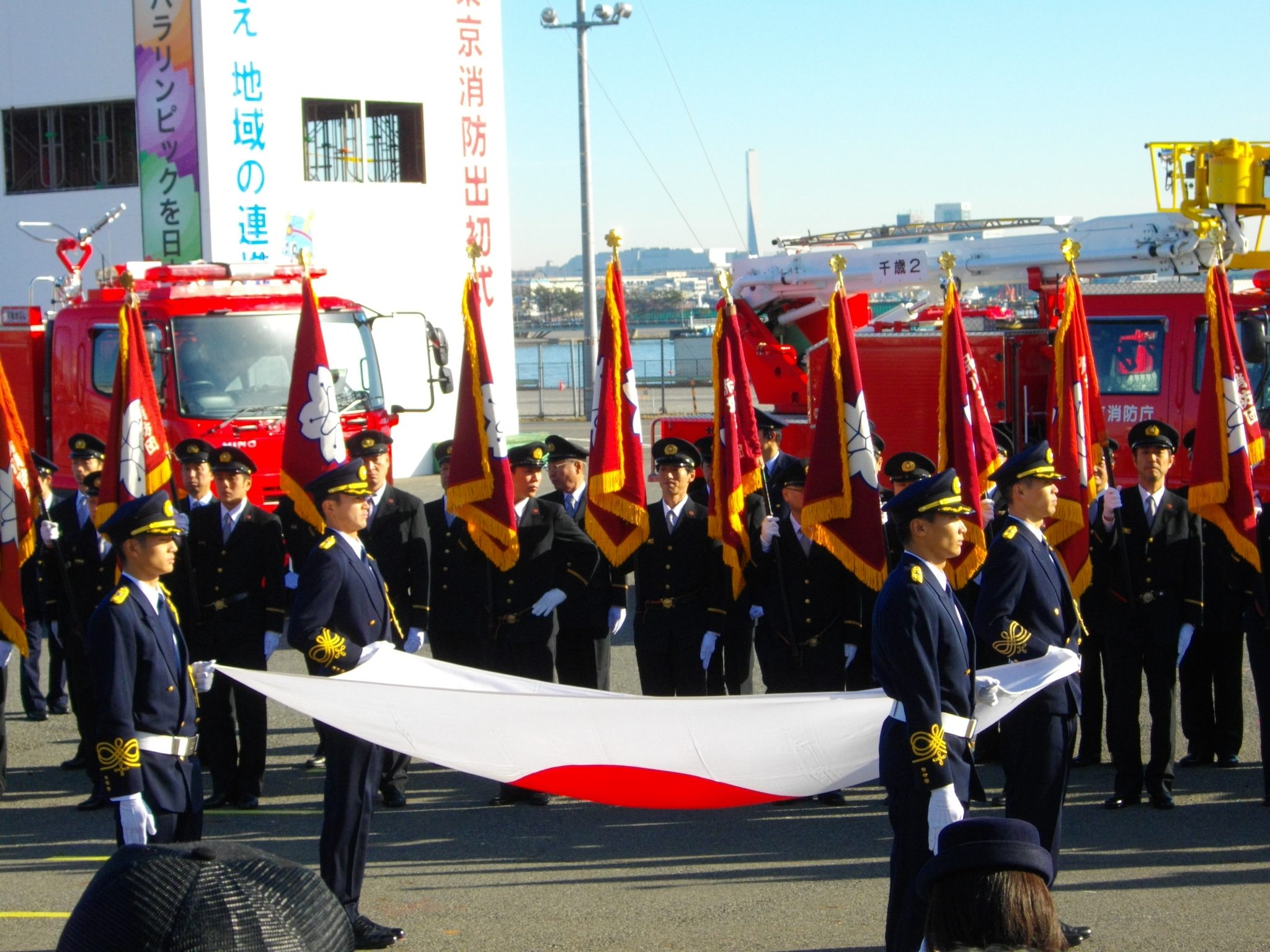
東京消防庁の儀仗隊

消防の儀仗隊は武装していない。
東京消防庁儀仗隊
東京消防庁出初式で国旗の保持。
消防団
地域の防災に努める消防団においても消防管理者である市長はじめ高官に対して栄誉礼がなされているところもある。この場合の敬礼は、「頭中（かしらなか）」であり中隊長の号令により小隊長は挙手の敬礼、他の隊員は受礼者への注目による敬礼となる。また受礼者の市長や高官・立会者は着帽時は挙手の敬礼、脱帽時は右手を左胸に添える答礼やお辞儀による答礼となる。消防の栄誉礼においてはラッパ若しくは音楽隊による栄誉礼用の音楽が演奏される。

### 警備会社
民間の警備会社も大規模なイベント等で要人に対する栄誉礼を警備業務として請け負うことがある。

## 日本以外
栄誉礼の基本的な形式は万国共通であるが、敬礼の作法や執銃など細部に差異が見られる。また、常勤の制服とは異なる礼装を着用する国も多く、旧宗主国や帝政時代の影響を受けたもの、民族色を強く意識したものなど様々である。儀礼用の小銃に特別な木材を使用したり、クロームメッキを施し装飾する例もある。小銃には着剣するのが一般的だが、ドイツ連邦軍のように銃剣を廃止した国もある。

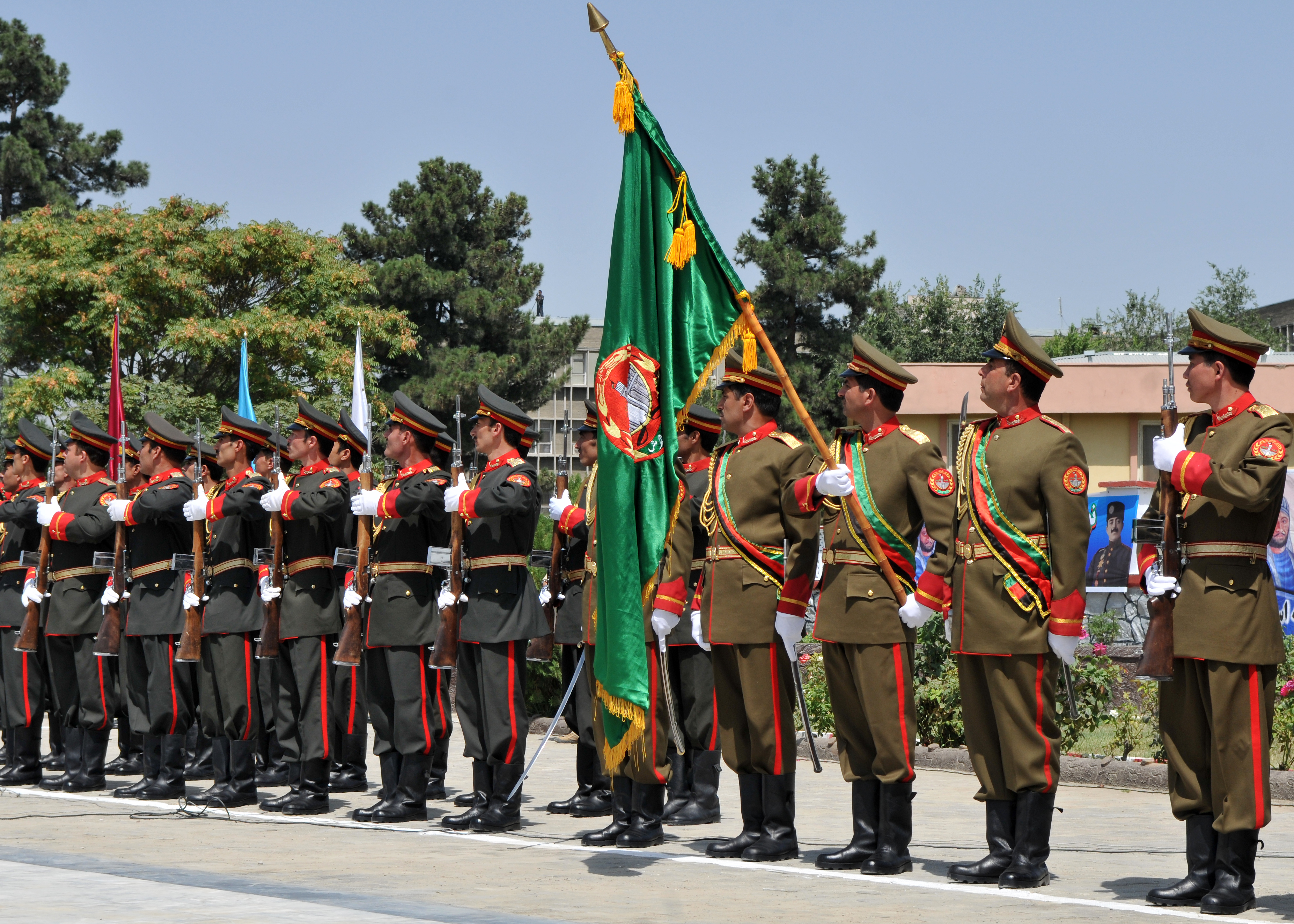
アフガニスタン軍儀仗隊
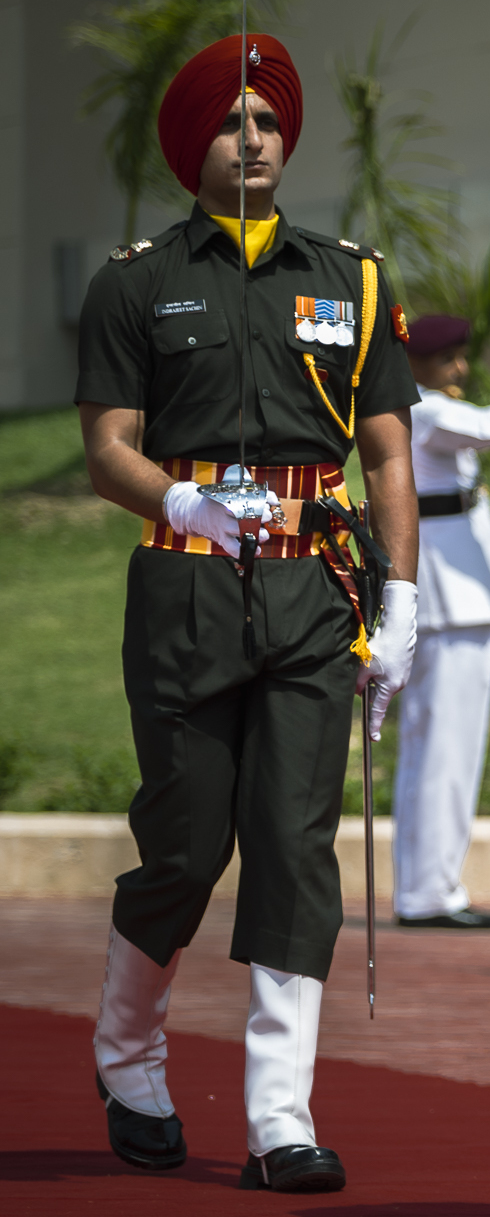
インド軍儀仗兵
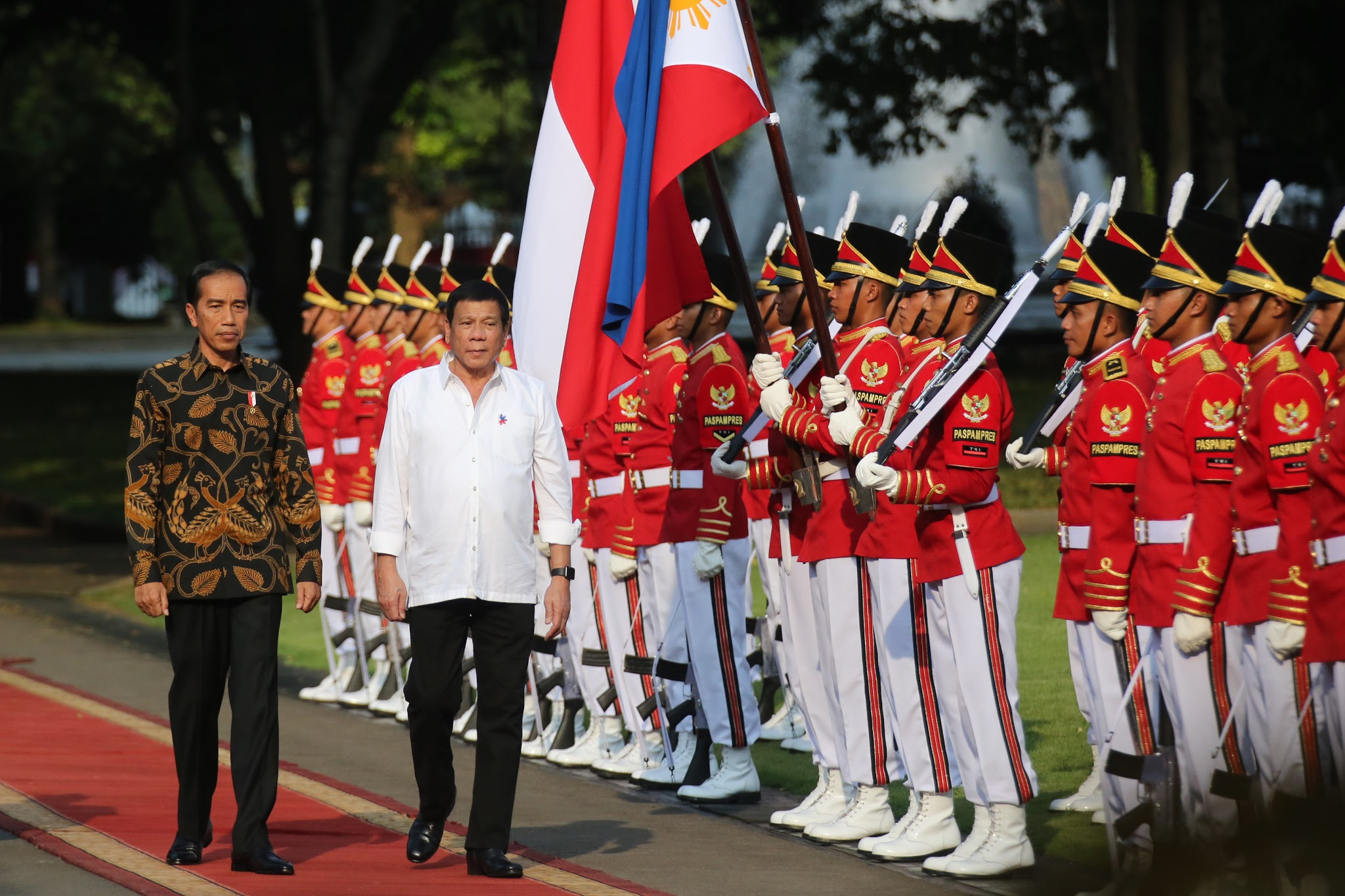
インドネシア大統領警備隊Paspampresの儀仗隊。小銃は儀礼用にクロームメッキを施したものを使用。
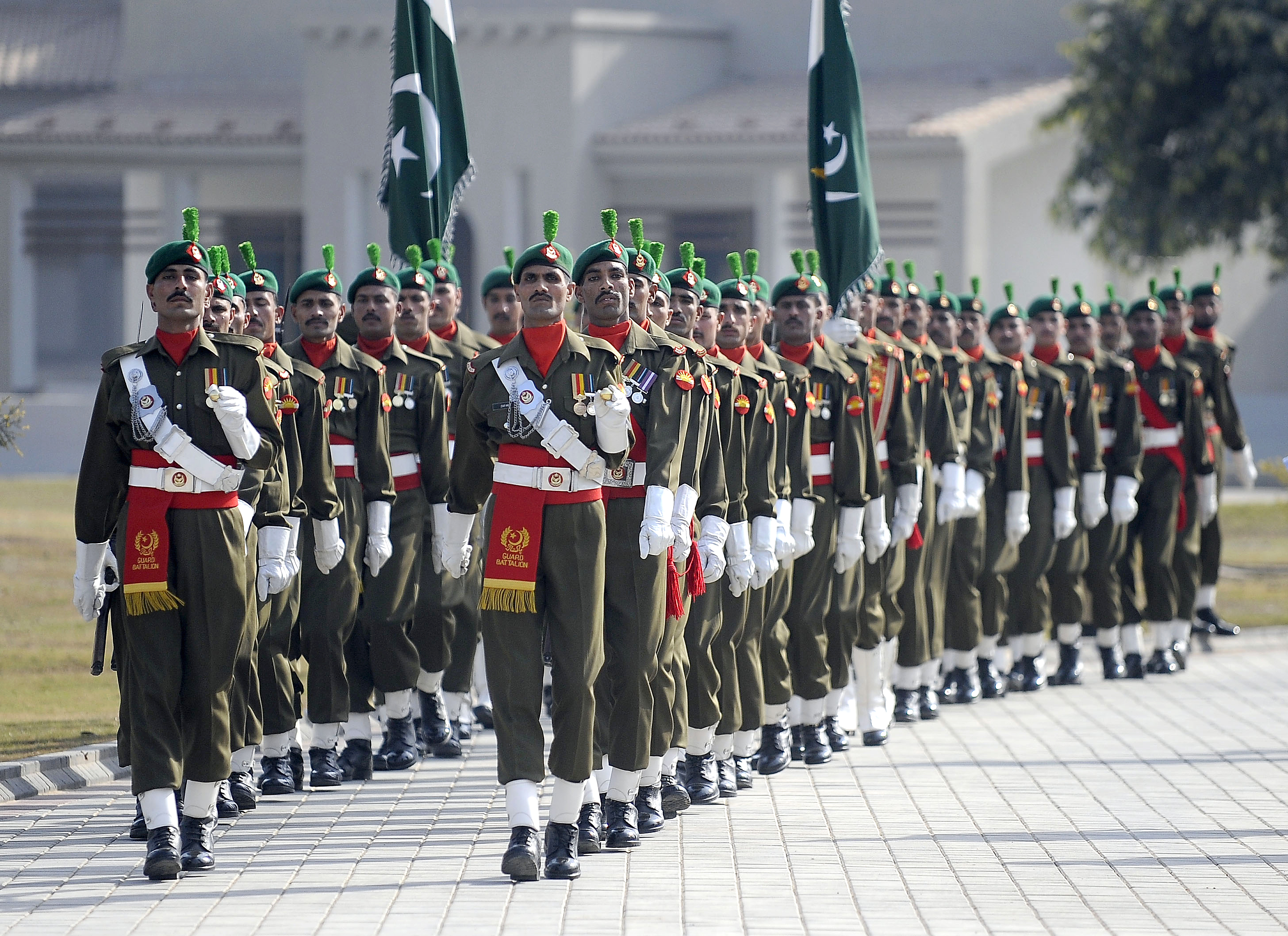
栄誉礼に備えて行進するパキスタン陸軍。
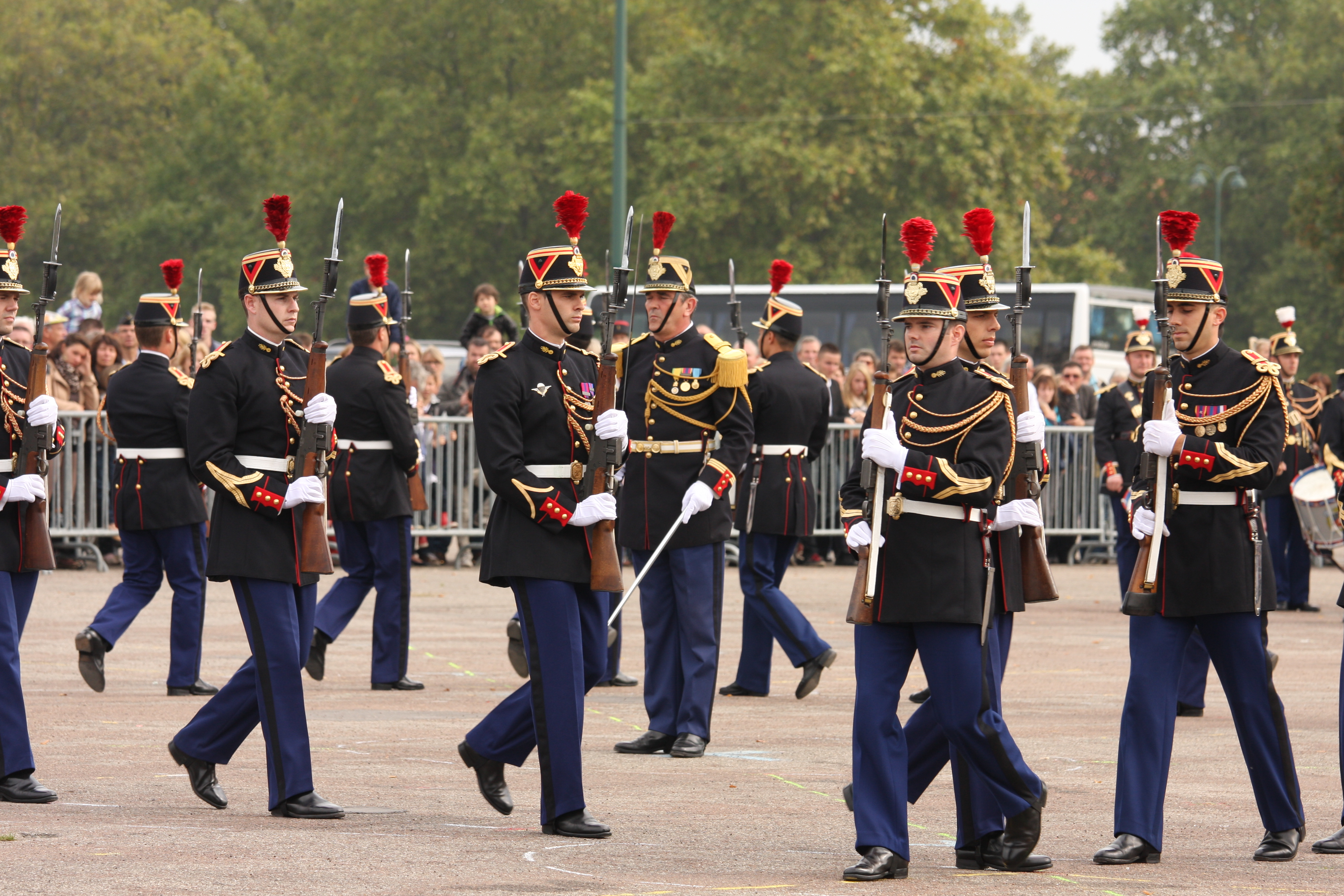
フランス共和国親衛隊
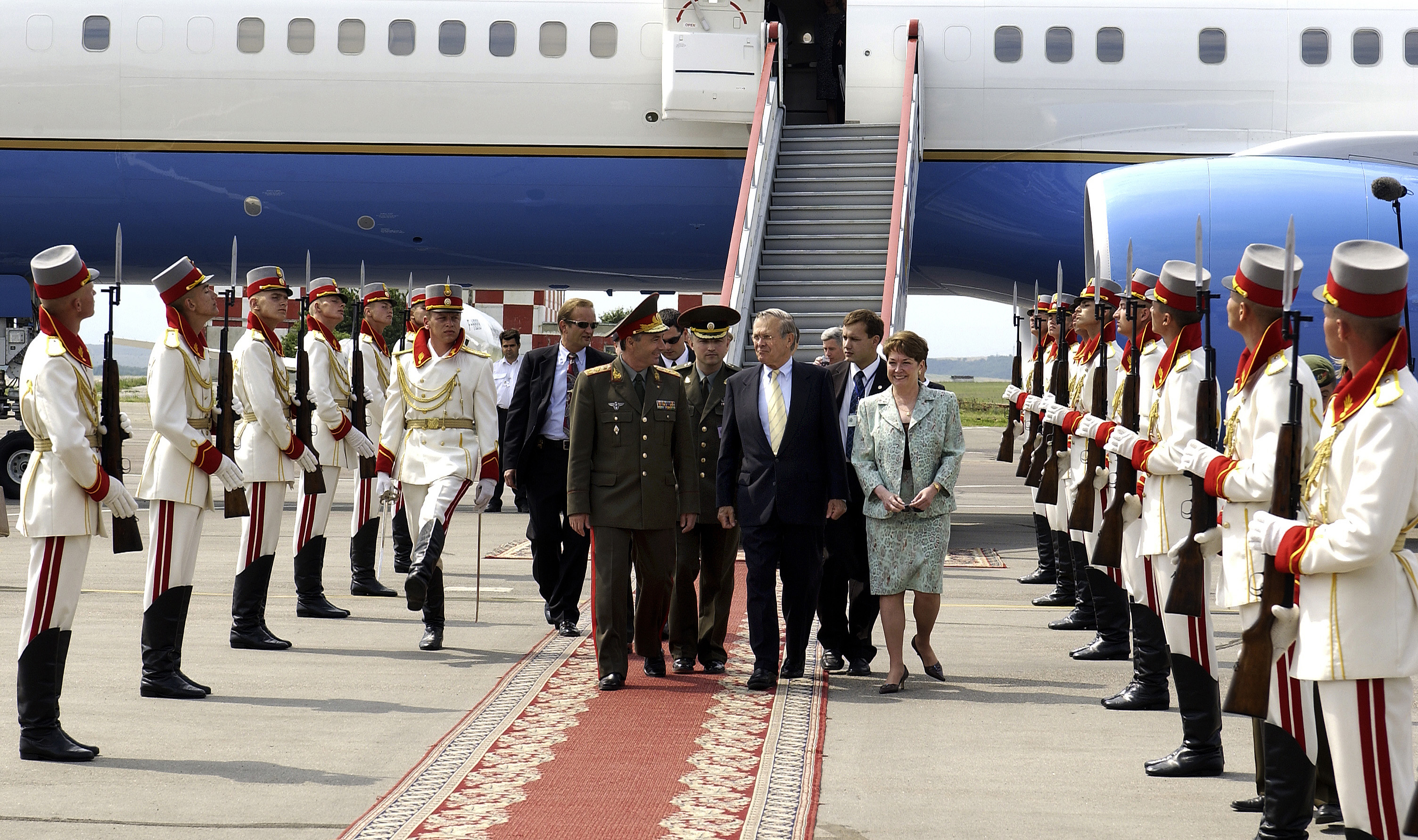
モルドバ軍儀仗隊。小銃はSKSカービンを使用。
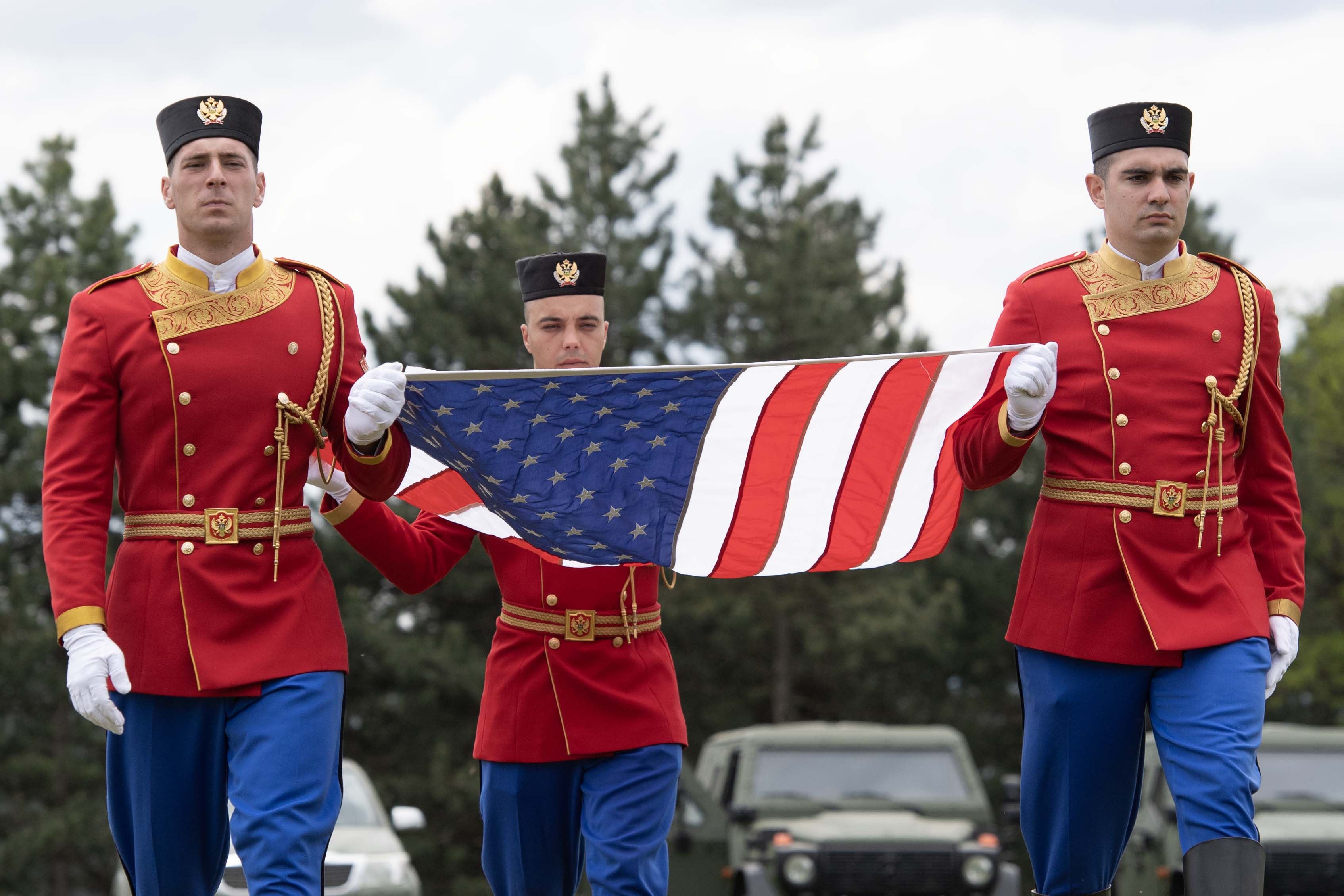
モンテネグロ軍儀仗隊
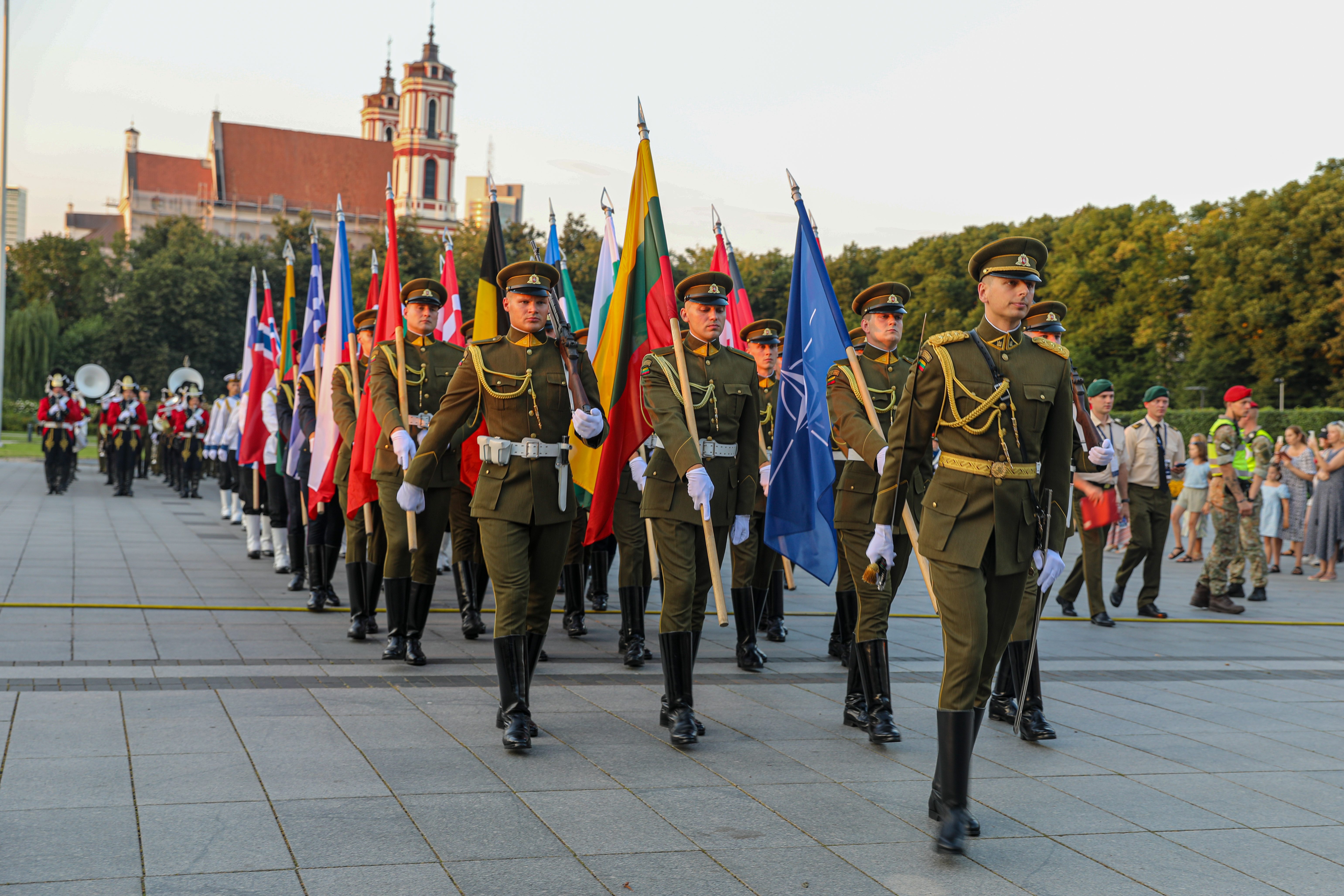
リトアニア軍儀仗隊
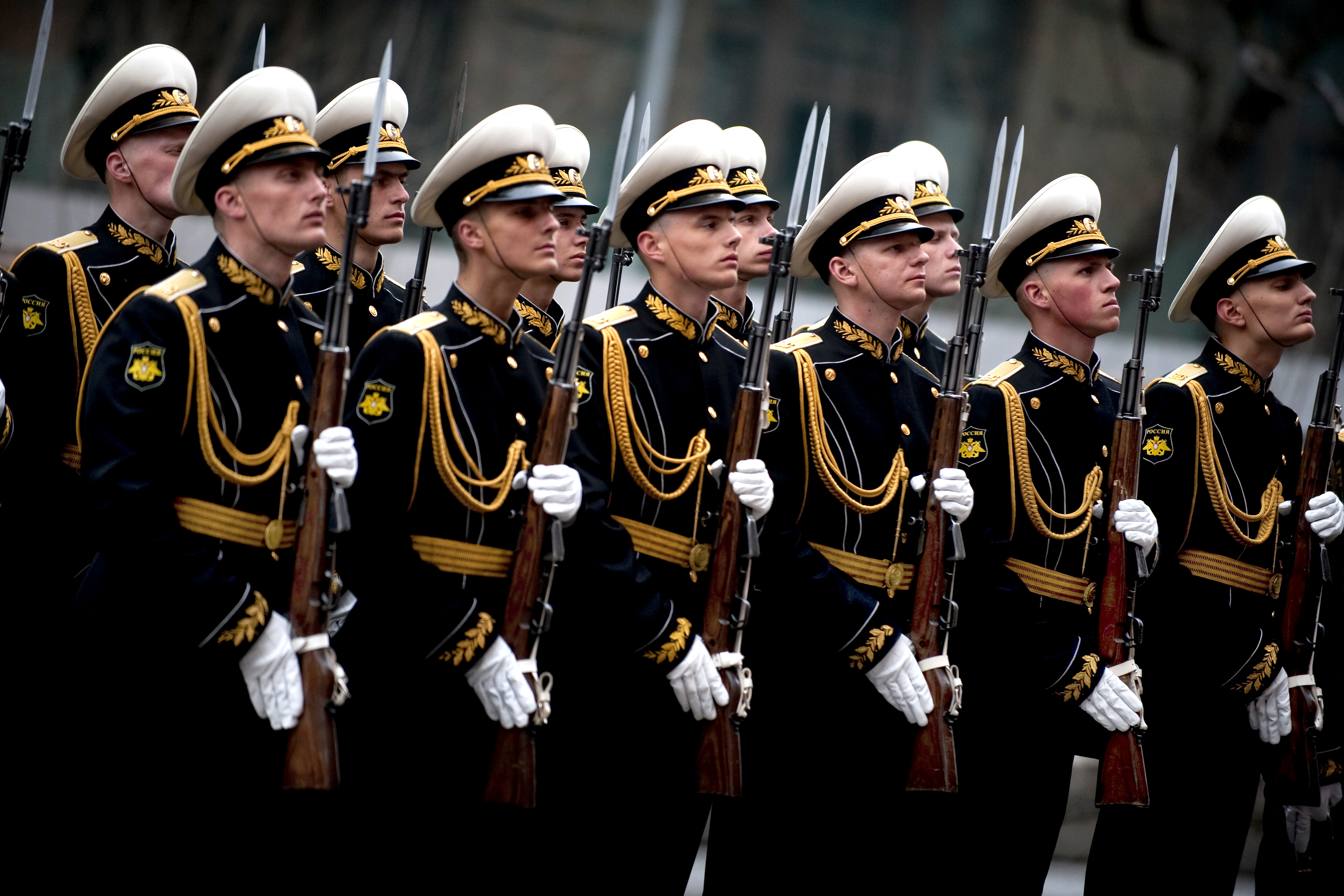
ロシア海軍儀仗隊。帝政ロシア時代を思わせる礼装。小銃はSKSカービンを使用。
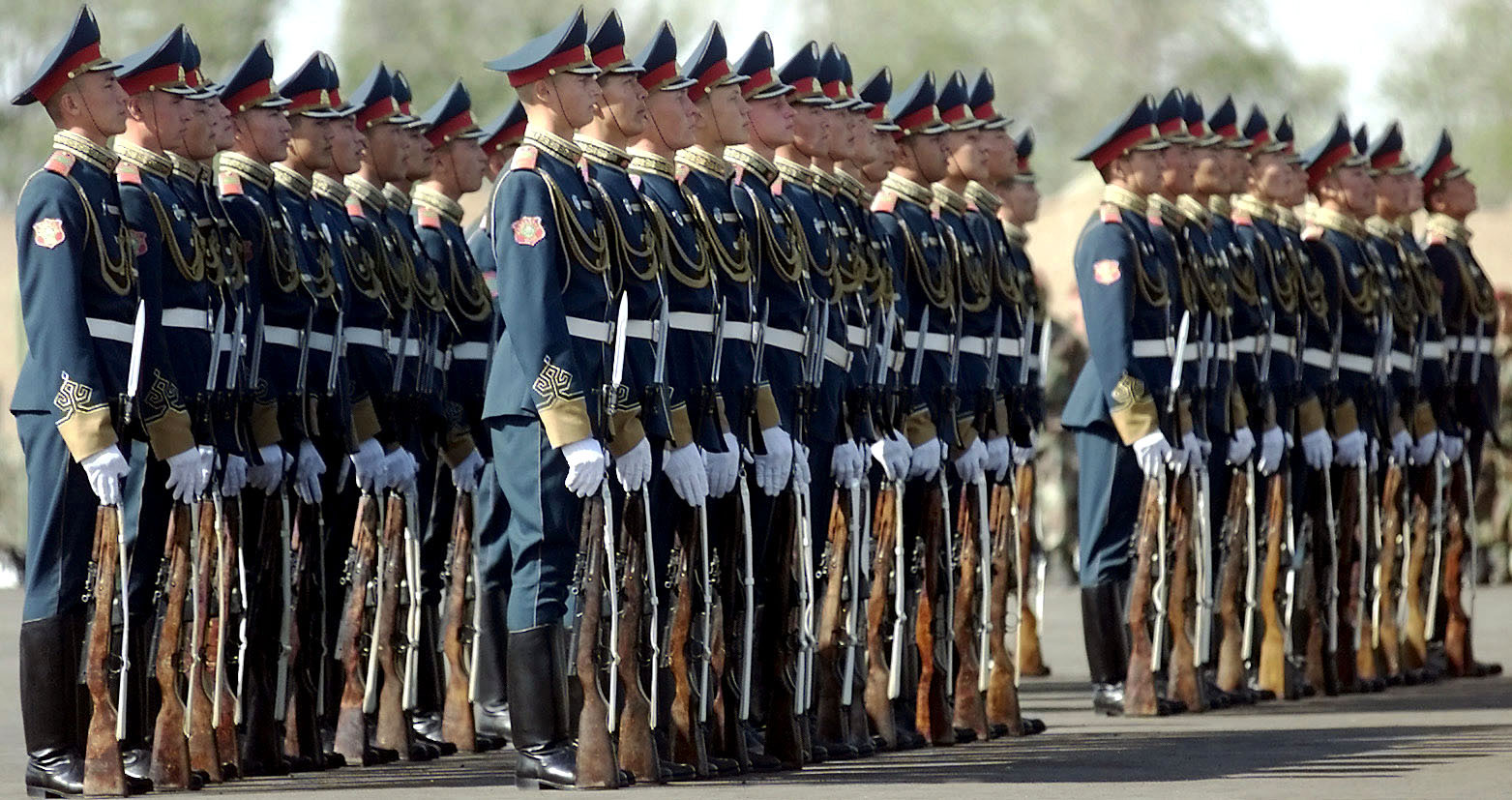
ライフルドリルを展示するカザフスタン軍共和国親衛隊。制服のデザインに旧ソ連の影響が窺われる。小銃はSKSカービンを使用。
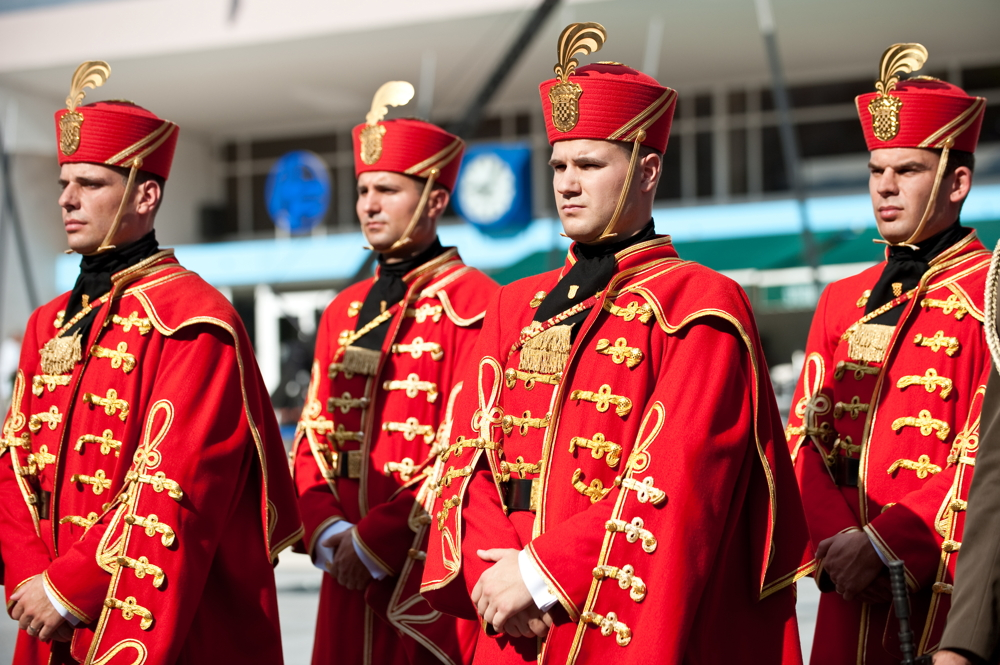
民族色の色濃いクロアチア軍の礼装。
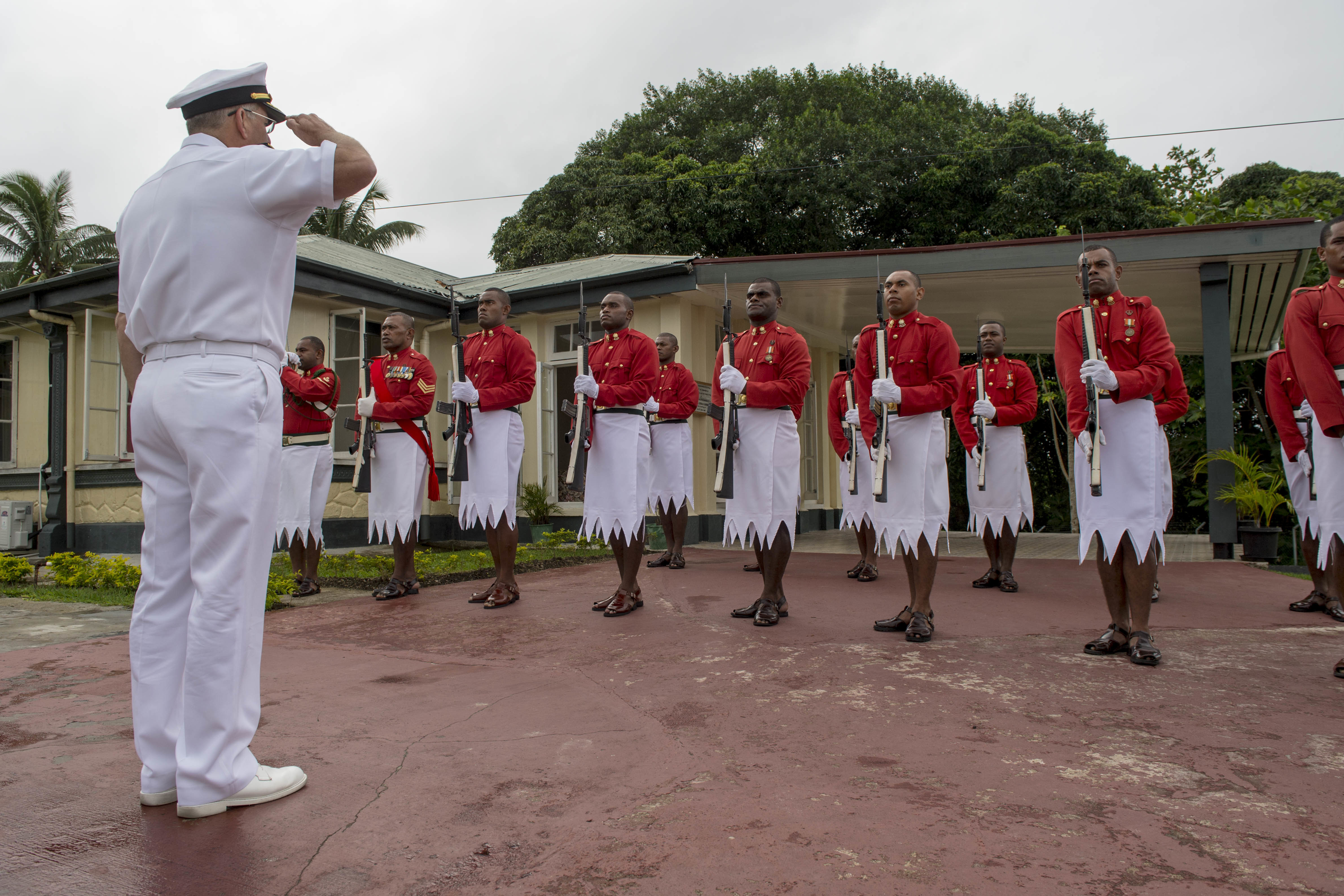
フィジー共和国軍儀仗隊
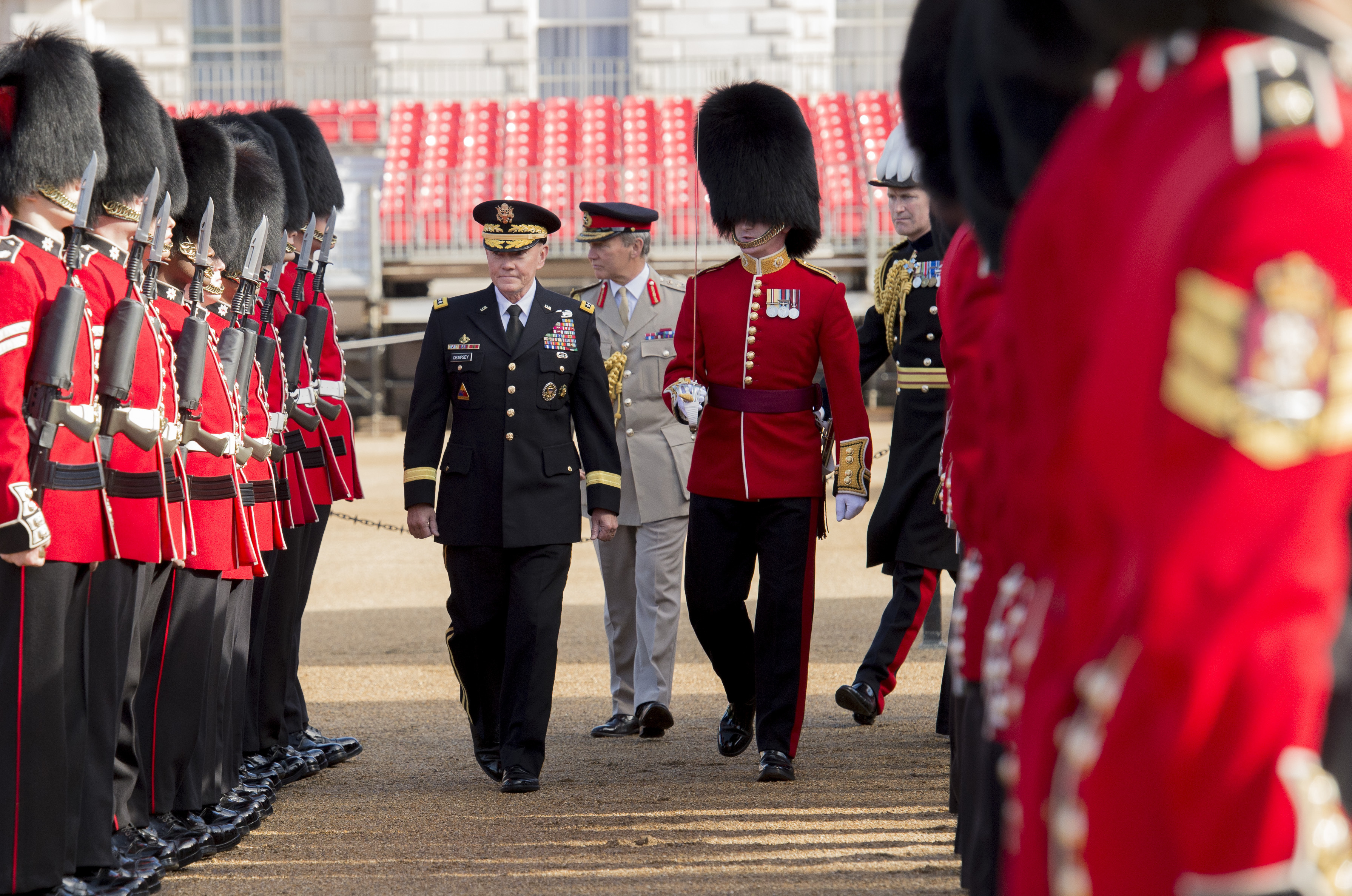
ブルパップ方式アサルトライフルによる、立て銃に代わる姿勢をとるイギリス近衛兵。
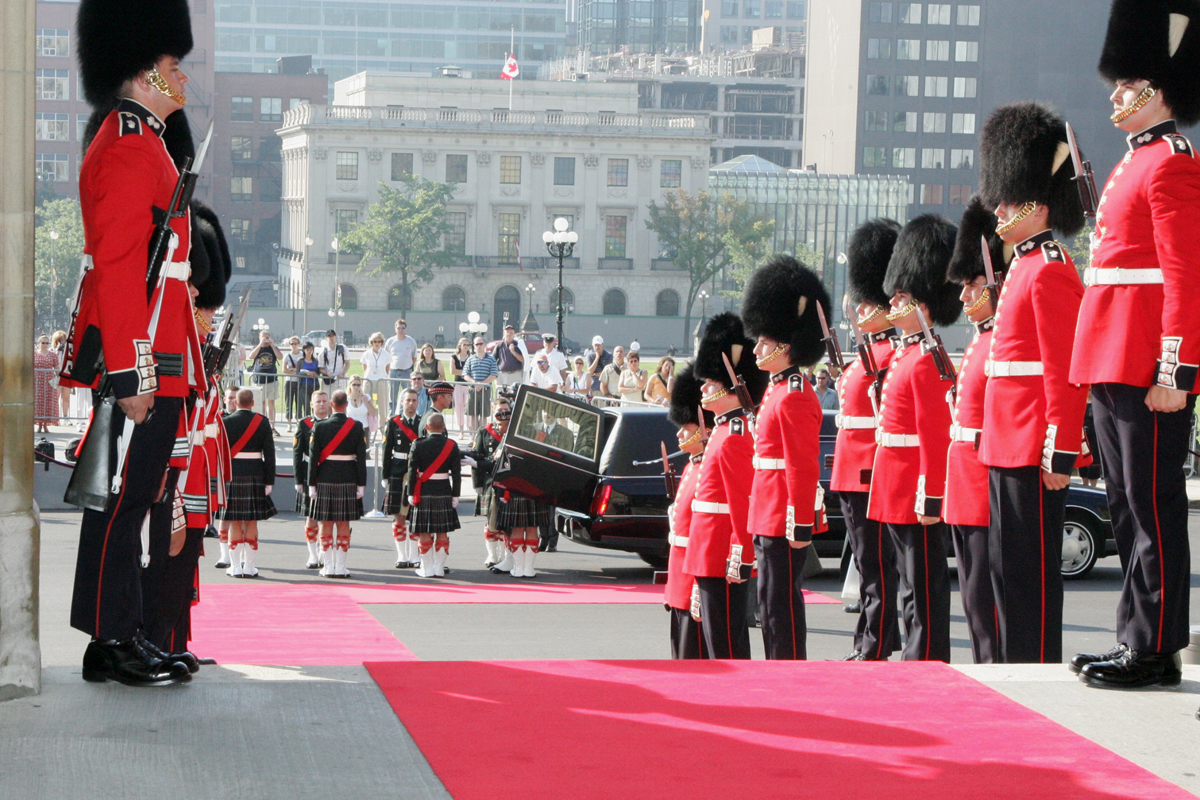
カナダ陸軍グレナディアガーズ。イギリス陸軍に酷似した礼装。小銃は非ブルパップ式のコルト・カナダ C7だがイギリスと同じく立て銃に代わる姿勢。
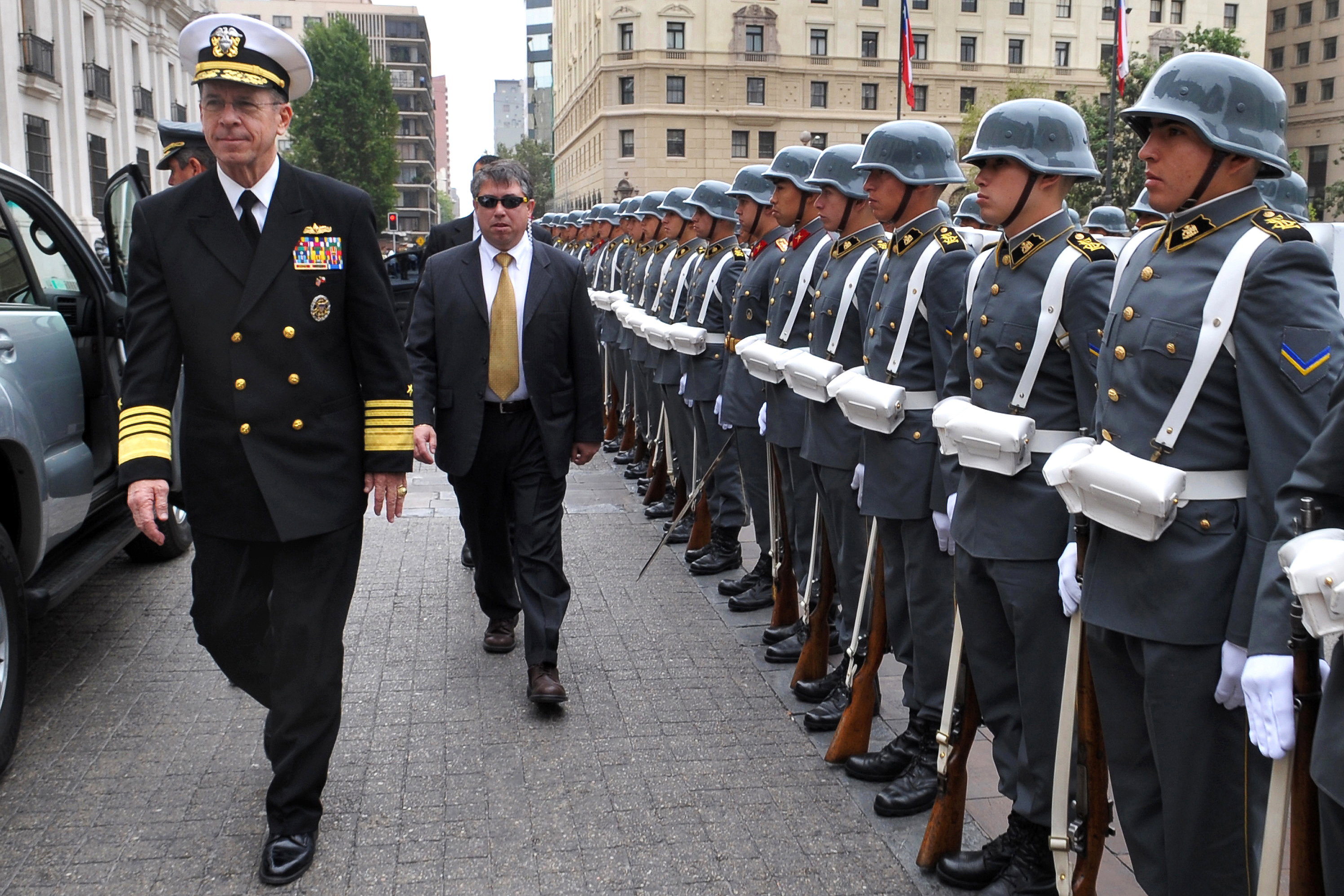
チリ陸軍儀仗隊。ドイツ国防軍の影響を強く感じさせる礼装。
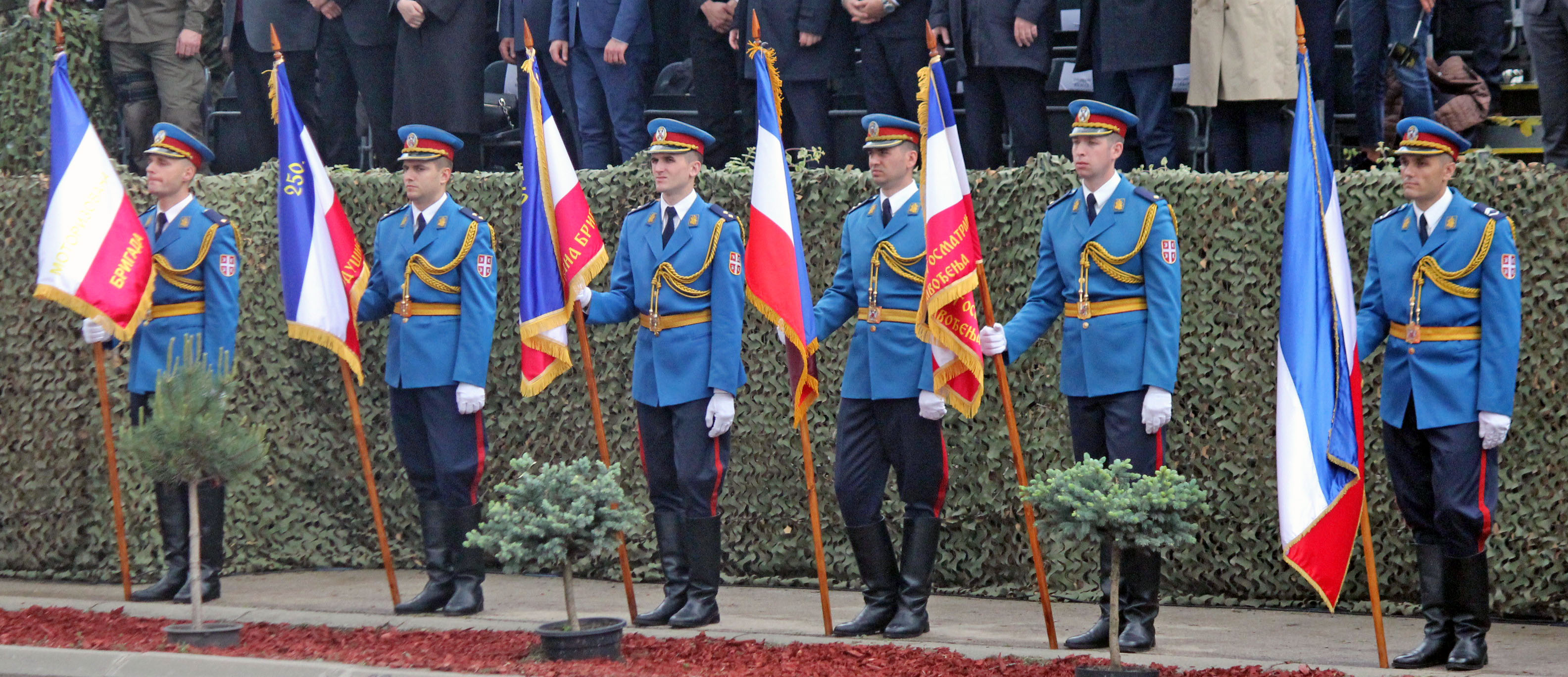
セルビア軍儀仗隊
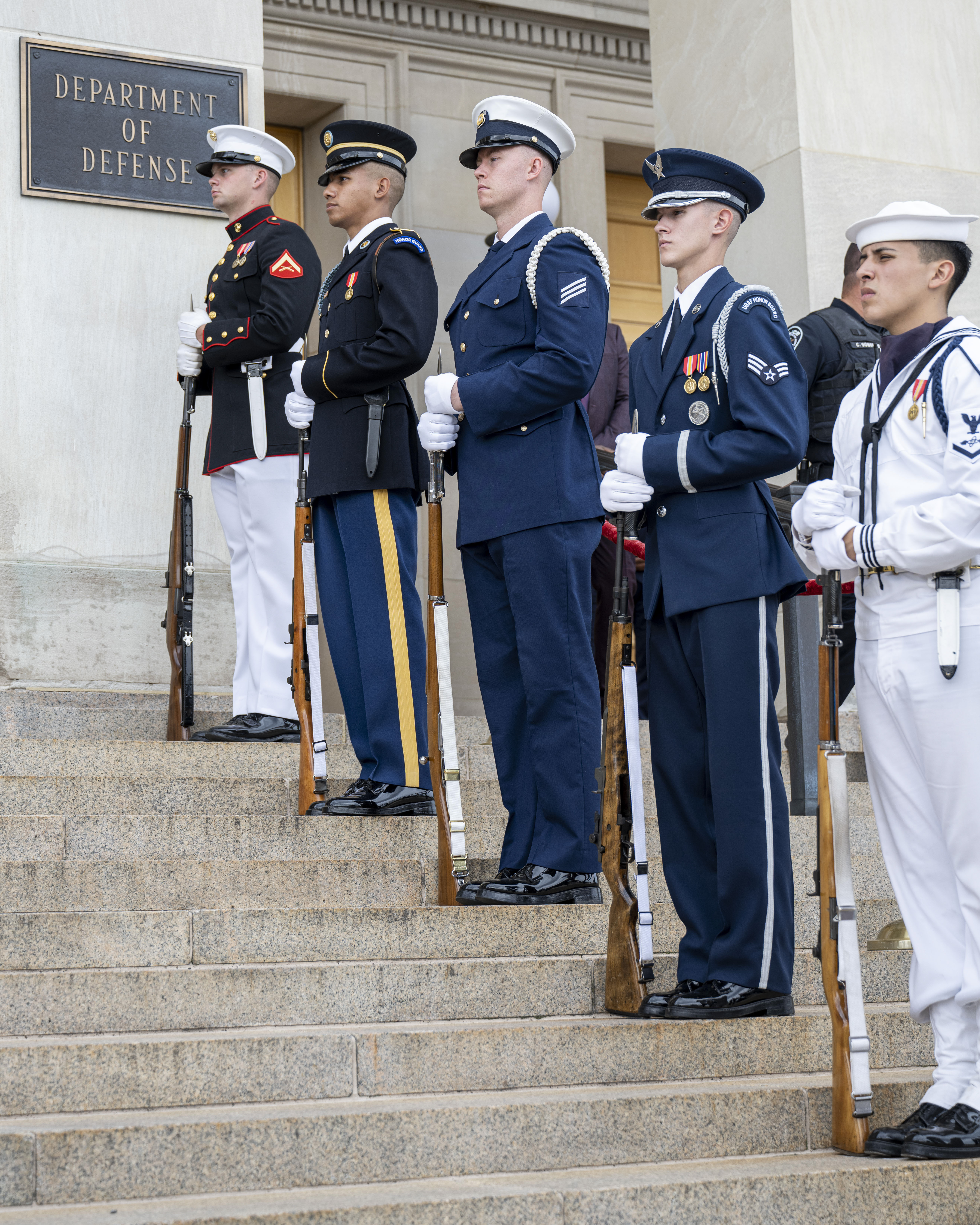
アメリカ軍儀仗隊（奥から海兵隊、陸軍、沿岸警備隊、空軍、海軍）
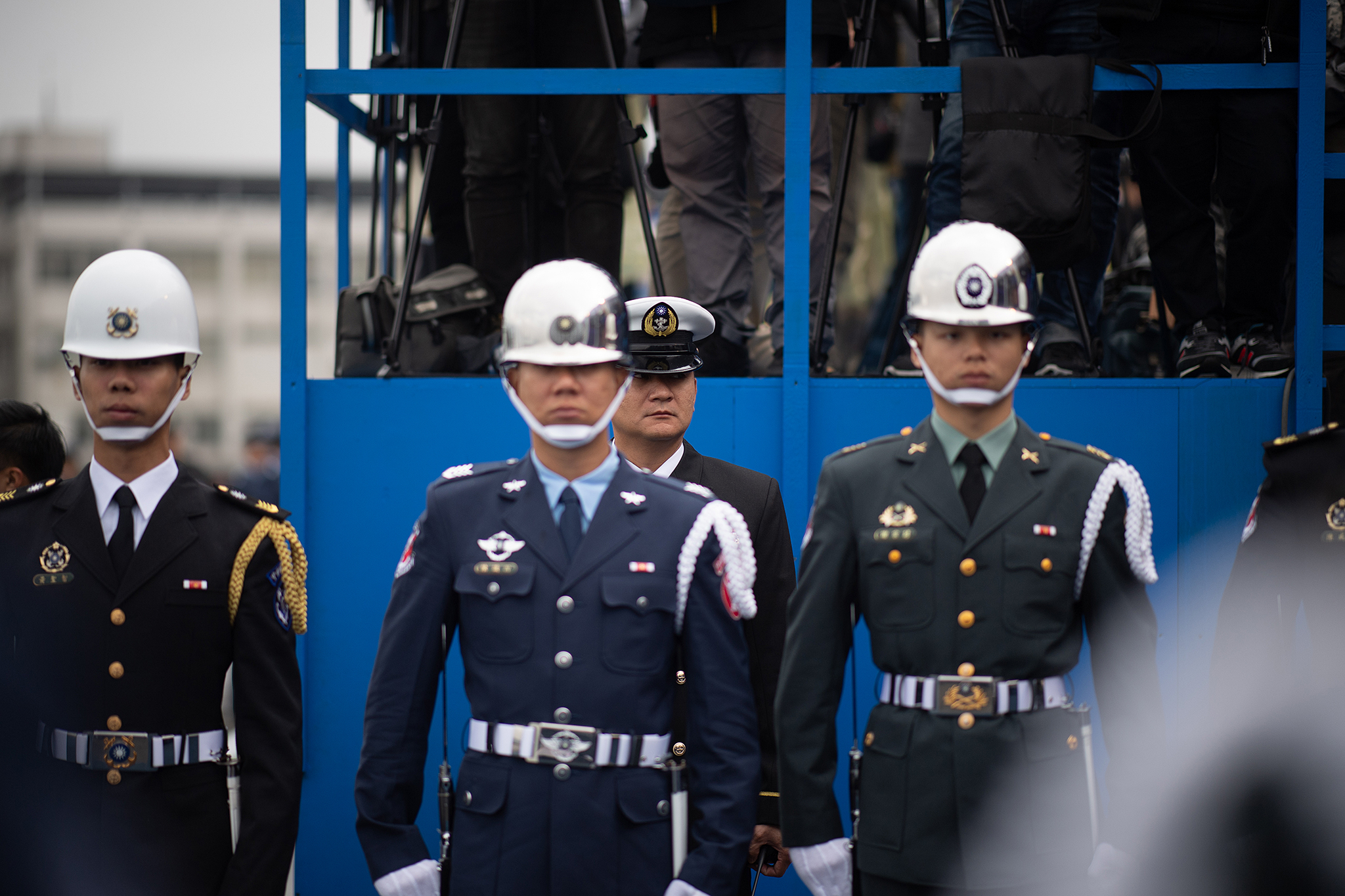
中華民国国軍儀仗隊（左から海軍、空軍、陸軍）
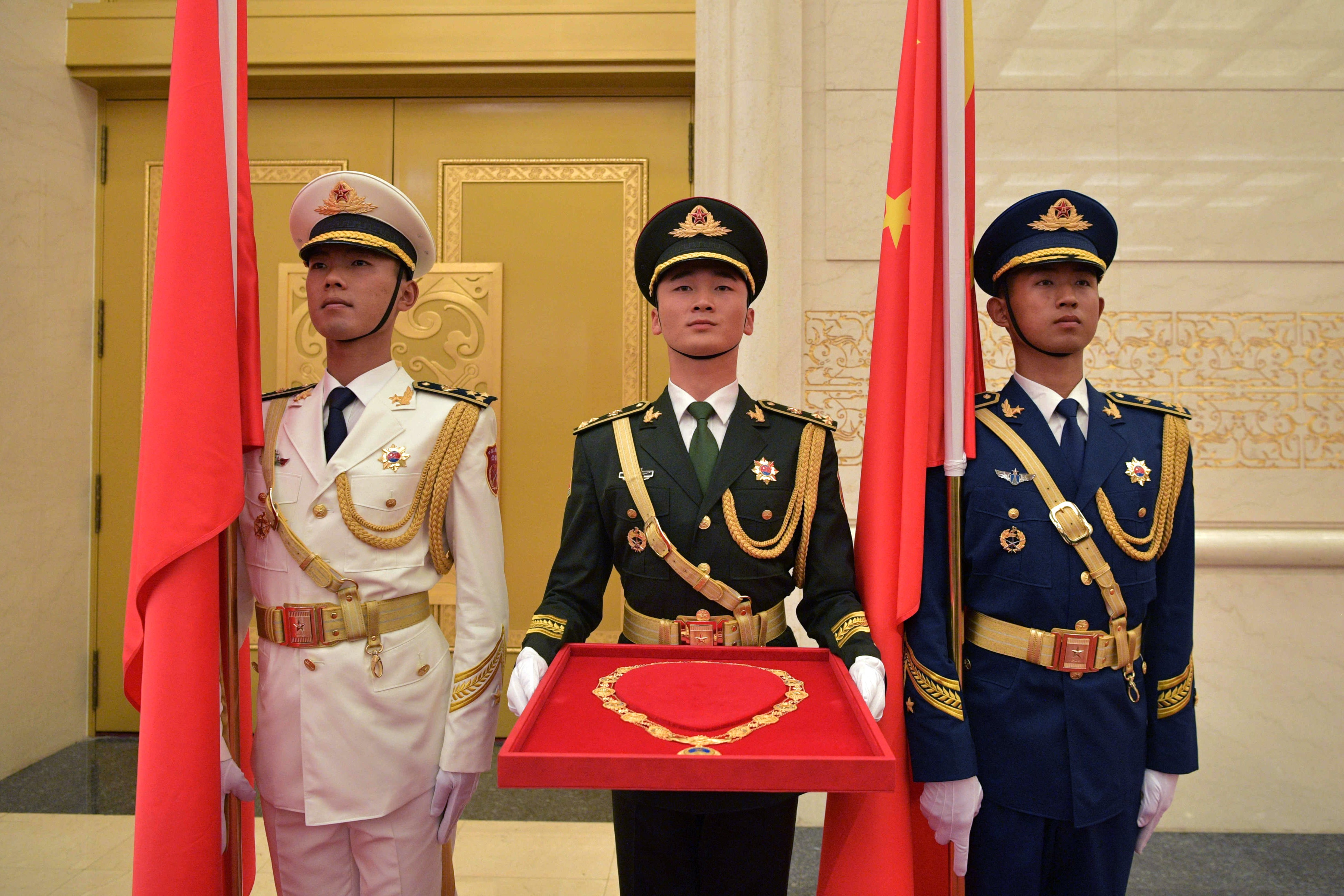
中国人民解放軍三軍儀仗隊
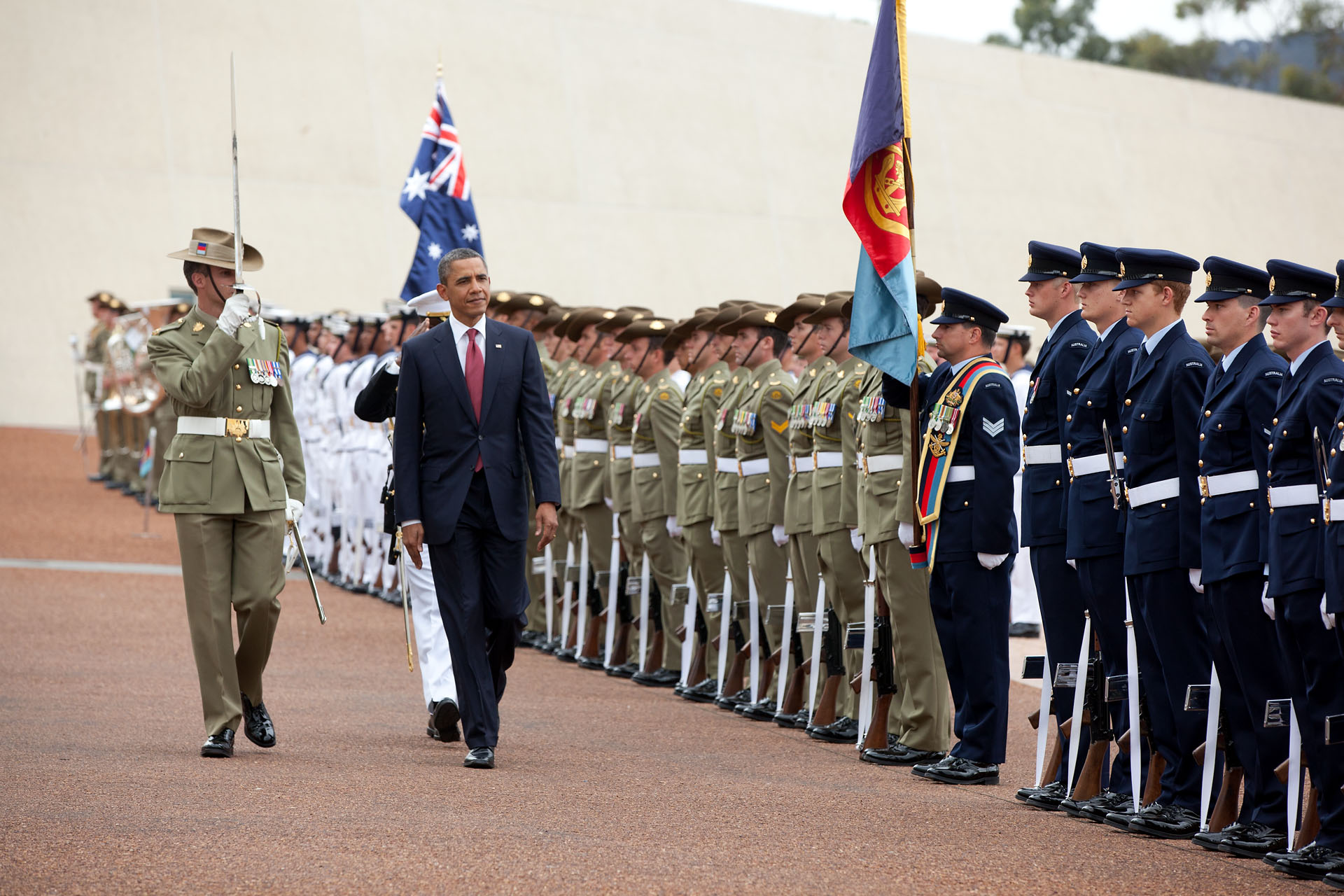
オーストラリア軍。陸海空軍による儀仗。L1A1は過去にイギリスでも使用され、従来の立て銃の姿勢。

## スポーツ
栄誉礼（栄誉礼の堵列）は英語圏ではガード・オブ・オナー (英: guard of honour) と称するが、スポーツの試合でチームや個人をたたえる際に「ガード・オブ・オナー」と呼ばれる栄誉礼（の堵列）に準じた入退場のセレモニーが行われることがある。
称賛する側のチームの選手は2列に並んだ花道を作り、称賛される側（チームまたは個人）はその花道を、一般的には一列で通過する。

### サッカー

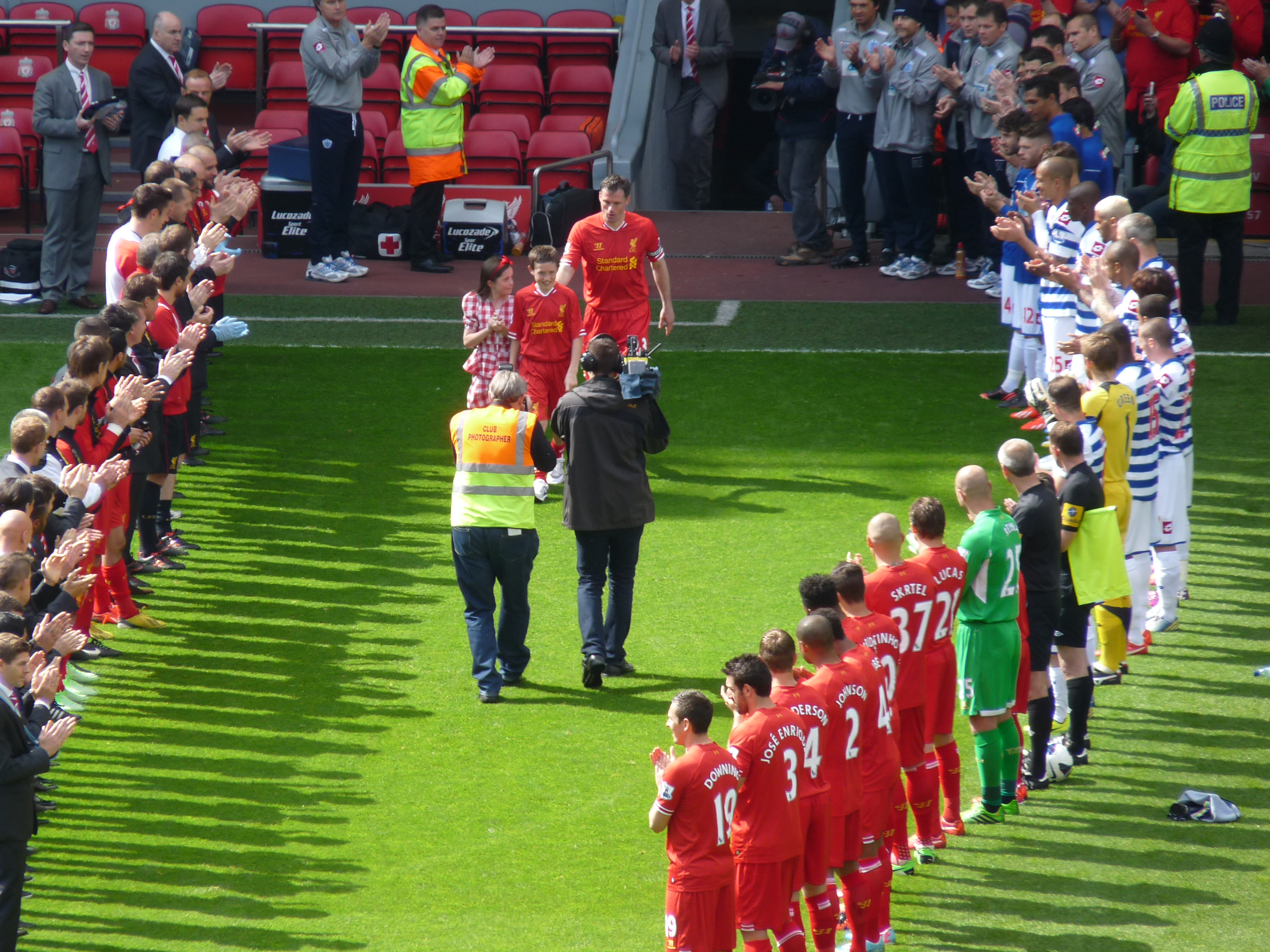
引退試合の前にガード・オブ・オナーを受けるジェイミー・キャラガー。

近年、サッカーチームは、リーグ戦での優勝を既に決めたチームに対して（その試合で優勝が決まった場合は）試合後あるいは（直前の試合で優勝が決まった場合は）試合前に、ガード・オブ・オナーを作り敬意を示してきた。ガード・オブ・オナーは場合によっては礼儀にかなっていると見なされるが、義務的とは考えられておらず、特にチームが激しいライバル関係にある場合はガード・オブ・オナーを行わない選択をすることもある。スペインリーグでは「パシージョ（pasillo; 通路の意）」と呼ばれるが、過去にライバル同士のバルセロナとレアル・マドリードが互いにパシージョを拒否したことがある。Jリーグでは、2020年12月5日に行われたJ1第31節・清水エスパルス対川崎フロンターレ（IAIスタジアム日本平）で、前節優勝を決めた川崎の選手を清水の選手が迎え入れるガード・オブ・オナーが初めて行われた。清水の平岡宏章監督と運営サイドの提案によるものであるという。J2リーグでも2022年10月19日に行われたJ2第41節・FC町田ゼルビア対ヴァンフォーレ甲府（町田GIONスタジアム）で、3日前の16日に第102回天皇杯で優勝した甲府の選手に対し、町田の選手がガード・オブ・オナーで迎え入れている。
ガード・オブ・オナーは個人の選手に対して、そのキャリアが特に重要な転換期を迎えた時に行われることがある。例えば、スコティッシュプレミアリーグのレンジャーズの選手達は引退するダド・プルショに対して行った。チェルシーはジョン・テリーの最終試合において試合の26分にテリーが途中出場する際にガード・オブ・オナーを作りピッチに送り出したが、これによって試合の進行が大きく遅延したため論議を呼んだ。

### オーストラリアンフットボール
オーストラリアンフットボールでは、選手は記念碑的な試合や引退試合後にフィールを離れる選手あるいはチームのためにしばしばガード・オブ・オナーを作る。例えば1996年、フリーマントルはクラブ合併前の最終試合となったフィッツロイのためにガード・オブ・オナーを作った。メルボルンとエッセンドンは2005年にスマトラ島沖地震の犠牲者トロイ・ブロードブリッジに哀悼の意を表わすためにガードを作った。コリンウッドとノース・メルボルンは両クラブで成功を収めたサヴェリオ・ロッカの引退に際して2006年にガード・オブ・オナーを作った。シニアの試合のハーフタイムに行われるリトルリーグでプレーした後、ジュニア選手らはシニア選手がフィールドに戻る際にガード・オブ・オナーを作る。

### クリケット
クリケットでは、通常は選手の最終試合において選手の（大抵はバッツマンとしての）功績を称えるためにガード・オブ・オナーを用いる。選手のチームメイトあるいは対戦相手は、バットを斜めに掲げてトンネルを作り、栄誉を受ける選手が歩いて通り抜ける。また、世界記録を破った時など歴史的な節目を示すためにも行われる。ボウラー（投手）が引退する時は、選手が最後にフィールドを離れる時、あるいは重要性のある会場における最終試合でプレーする時に一般的に行われる。

### フィールドホッケー
近年、バルビール・シン・シニアやジェイミー・ドワイヤーのように自国のために価値のあることを成し遂げた人物のためのホッケー選手の間でガード・オブ・オナーが行われる。

## リンク
- 栄誉礼 - 自衛隊鹿児島地方協力本部の解説